# Liste des monuments historiques des Côtes-d'Armor (P-Z)
Cet article recense une partie des monuments historiques des Côtes-d'Armor, en France.
- Haut – A
- B
- C
- D
- E
- F
- G
- H
- I
- J
- K
- L
- M
- N
- O
- P
- Q
- R
- S
- T
- U
- V
- W
- X
- Y
- Z

## Liste
Pour des raisons de taille, la liste est découpée en deux. Cette partie regroupe les communes débutant de P à Z. Pour les autres, voir la liste des monuments historiques des Côtes-d'Armor (A-O).
| Monument | Commune                                                            | Adresse                                                     | Coordonnées                                          | Notice                                               | Protection                                                              | Date                                                          | Illustration |
| --- | ------------------------------------------------------------------ | ----------------------------------------------------------- | ---------------------------------------------------- | ---------------------------------------------------- | ----------------------------------------------------------------------- | ------------------------------------------------------------- | --- |
| Abbaye de Beauport                                                                                            | Paimpol                                                            | Abbaye (chemin de l')                                       | 48° 46′ 04″ nord, 3° 01′ 10″ ouest                   | « PA00089362 »                                       | Classement                                                              | 1862                                                          | Abbaye de Beauport |
| Chapelle Notre-Dame de Kergrist                                                                               | Paimpol                                                            | Kergrist (route de)                                         | 48° 46′ 45″ nord, 3° 05′ 32″ ouest                   | « PA00089352 »                                       | Inscription                                                             | 1964                                                          | Chapelle Notre-Dame de Kergrist |
| Manoir de Kerloury                                                                                            | Paimpol                                                            | Kerloury (chemin de)                                        | 48° 47′ 19″ nord, 3° 04′ 52″ ouest                   | « PA00089355 »                                       | Inscription                                                             | 1971                                                          | Manoir de Kerloury |
| Manoir du Grand-Pontébar                                                                                      | Paimpol                                                            | Kéralain (rue) ; Trieux (chemin du) ; Pontébart (chemin de) | 48° 47′ 16″ nord, 3° 05′ 12″ ouest                   | « PA00089354 »                                       | Inscription                                                             | 1970                                                          | Manoir du Grand-Pontébar |
| Maison du 2 place du Martray                                                                                  | Paimpol                                                            | Martray (place du) 2                                        | 48° 46′ 47″ nord, 3° 02′ 43″ ouest                   | « PA00089357 »                                       | Inscription                                                             | 1964                                                          | Maison du 2 place du Martray |
| Maison du 24 place du Martray                                                                                 | Paimpol                                                            | Martray (place du) 24 ; Eglise (rue de l')                  | 48° 46′ 45″ nord, 3° 02′ 46″ ouest                   | « PA00089360 »                                       | Inscription                                                             | 1930                                                          | Maison du 24 place du Martray |
| Maison de la rue des Huit-Patriotes                                                                           | Paimpol                                                            | Martray (place du) ; Huit-Patriotes (rue des)               | 48° 46′ 46″ nord, 3° 02′ 45″ ouest                   | « PA00089356 »                                       | Inscription                                                             | 1964                                                          | Maison de la rue des Huit-Patriotes |
| Groupe de deux maisons identiques                                                                             | Paimpol                                                            | Morand (quai) 27, 29                                        | 48° 46′ 51″ nord, 3° 02′ 43″ ouest                   | « PA00089358 »                                       | Inscription                                                             | 1964                                                          | Groupe de deux maisons identiques |
| Maison de la rue de Ploubazlanec                                                                              | Paimpol                                                            | Ploubazlanec (rue de) ; Huit-Patriotes (rue des)            | 48° 46′ 47″ nord, 3° 02′ 46″ ouest                   | « PA00089361 »                                       | Inscription                                                             | 1930                                                          | Maison de la rue de Ploubazlanec |
| Croix de Kérity                                                                                               | Paimpol                                                            | Sainte-Barbe (rue de)                                       | 48° 45′ 44″ nord, 3° 00′ 18″ ouest                   | « PA00089363 »                                       | Inscription                                                             | 1926                                                          | Croix de Kérity |
| Ancienne église de Paimpol                                                                                    | Paimpol                                                            | Verdun (place de)                                           | 48° 46′ 43″ nord, 3° 02′ 55″ ouest                   | « PA00089353 »                                       | Classement                                                              | 1916                                                          | Ancienne église de Paimpol |
| Maison du 22 place du Martray                                                                                 | Paimpol                                                            | Vieille-Poissonnerie (rue de la) ; Martray (place du) 22    | 48° 46′ 46″ nord, 3° 02′ 46″ ouest                   | « PA00089359 »                                       | Inscription                                                             | 1964                                                          | Maison du 22 place du Martray |
| Chapelle de Lanvignec                                                                                         | Paimpol                                                            |                                                             | 48° 47′ 00″ nord, 3° 03′ 31″ ouest                   | « PA00089351 »                                       | Inscription                                                             | 1964                                                          | Chapelle de Lanvignec |
| Tunnel de Kervoaguel                                                                                          | Paule (également sur la commune du Moustoir)                       |                                                             | 48° 16′ 00″ nord, 3° 28′ 09″ ouest                   | « PA22000020 »                                       |                                                                         |                                                               | Image manquante Téléverser |
| Tumulus de Castellaouenan                                                                                     | Paule                                                              |                                                             | 48° 12′ 59″ nord, 3° 28′ 28″ ouest                   | « PA00089365 »                                       | Inscription                                                             | 1968                                                          | Image manquante Téléverser |
| Chapelle Notre-Dame de Folgoat de Lansalaün                                                                   | Paule                                                              |                                                             | 48° 15′ 15″ nord, 3° 28′ 05″ ouest                   | « PA00089364 »                                       | Classement                                                              | 1920                                                          | Chapelle Notre-Dame de Folgoat de Lansalaün |
| Manoir de Keranguevel                                                                                         | Paule                                                              |                                                             | 48° 14′ 32″ nord, 3° 27′ 33″ ouest                   | « PA22000064 »                                       | Inscrit                                                                 | 2020                                                          | Image manquante Téléverser |
| Église Saint-Pierre                                                                                           | Pédernec                                                           | Eglise (place de l')                                        | 48° 35′ 51″ nord, 3° 16′ 13″ ouest                   | « PA00089368 »                                       | Inscription                                                             | 1970                                                          | Église Saint-Pierre |
| Chapelle Notre-Dame de Lorette                                                                                | Pédernec                                                           | Lorette (rue de)                                            | 48° 35′ 39″ nord, 3° 16′ 22″ ouest                   | « PA00089366 »                                       | Inscription                                                             | 1928                                                          | Chapelle Notre-Dame de Lorette |
| Souterrains gaulois de Trézéan                                                                                | Pédernec                                                           |                                                             | 48° 35′ 35″ nord, 3° 17′ 21″ ouest                   | « PA00089371 »                                       | Classement                                                              | 1958                                                          | Image manquante Téléverser |
| Menhir de Minhir                                                                                              | Pédernec                                                           | Min-Hir (lieu dit)                                          | 48° 36′ 36″ nord, 3° 18′ 01″ ouest                   | « PA00089370 »                                       | Classement                                                              | 1889                                                          | Menhir de Minhir |
| Manoir de Kermathaman Braz                                                                                    | Pédernec                                                           |                                                             | 48° 35′ 42″ nord, 3° 16′ 48″ ouest                   | « PA00089369 »                                       | Classement                                                              | 2005                                                          | Manoir de Kermathaman Braz |
| Chapelle Saint-Hervé du Ménez-Bré                                                                             | Pédernec                                                           |                                                             | 48° 34′ 35″ nord, 3° 18′ 28″ ouest                   | « PA00089367 »                                       | Classement                                                              | 1962                                                          | Chapelle Saint-Hervé du Ménez-Bré |
| Chapelle Notre-Dame de Port-Blanc                                                                             | Penvénan                                                           | Menhir (rue du)                                             | 48° 50′ 06″ nord, 3° 18′ 51″ ouest                   | « PA00089372 »                                       | Classement                                                              | 1936                                                          | Chapelle Notre-Dame de Port-Blanc |
| Sépulture néolithique de Roch-Las-en-Port-Blanc                                                               | Penvénan                                                           | Rue d'Armor                                                 | 48° 48′ 44″ nord, 3° 17′ 48″ ouest                   | « PA00089377 »                                       | Classement                                                              | 1936                                                          | Sépulture néolithique de Roch-Las-en-Port-Blanc |
| Menhir de Kervéniou                                                                                           | Penvénan                                                           | rue du Sémaphore                                            | 48° 49′ 41″ nord, 3° 18′ 20″ ouest                   | « PA00089376 »                                       | Classement                                                              | 1965                                                          | Menhir de Kervéniou |
| Menhir de Kerbelven                                                                                           | Penvénan                                                           | 6, rue du Menhir                                            | 48° 48′ 50″ nord, 3° 17′ 39″ ouest                   | « PA00089375 »                                       | Inscription                                                             | 1970                                                          | Menhir de Kerbelven |
| Menhir de Kerbelven                                                                                           | Penvénan                                                           | Parc-Min; le bourg                                          | 48° 48′ 49″ nord, 3° 17′ 29″ ouest                   | « PA00089374 »                                       | Inscription                                                             | 1964                                                          | Image manquante Téléverser |
| Manoir de Kerbelven                                                                                           | Penvénan                                                           |                                                             | 48° 48′ 49″ nord, 3° 16′ 57″ ouest                   | « PA00089373 »                                       | Inscription                                                             | 1970                                                          | Manoir de Kerbelven |
| Manoir de Pellinec et son jardin                                                                              | Penvénan                                                           |                                                             | à géolocaliser                                       | « PA22000070 »                                       | Inscrit                                                                 | 2023                                                          | Image manquante Téléverser |
| Forges des Salles                                                                                             | Perret (également sur commune de Sainte-Brigitte, Morbihan)        |                                                             | 48° 12′ 00″ nord, 3° 07′ 32″ ouest                   | « PA00089378 »                                       | Inscription                                                             | 1981                                                          | Forges des Salles |
| Calvaire de la chapelle Saint-Guirec                                                                          | Perros-Guirec                                                      |                                                             | 48° 49′ 55″ nord, 3° 29′ 14″ ouest                   | « PA00089379 »                                       | Classement                                                              | 1930                                                          | Calvaire de la chapelle Saint-Guirec |
| Chapelle de Notre-Dame de la Clarté                                                                           | Perros-Guirec                                                      |                                                             | 48° 49′ 06″ nord, 3° 28′ 24″ ouest                   | « PA00089380 »                                       | Classement                                                              | 1915                                                          | Chapelle de Notre-Dame de la Clarté |
| Croix de Trestraou                                                                                            | Perros-Guirec                                                      | Clarté (rue de la) ; Paul-Sallou (rue)                      | 48° 49′ 04″ nord, 3° 27′ 49″ ouest                   | « PA00089381 »                                       | Inscription                                                             | 1925                                                          | Croix de Trestraou |
| Dolmen de l'île Bono                                                                                          | Perros-Guirec                                                      |                                                             | 48° 52′ 55″ nord, 3° 29′ 04″ ouest                   | « PA00089382 »                                       | Classement                                                              | 1968                                                          | Image manquante Téléverser |
| Église Saint-Jacques                                                                                          | Perros-Guirec                                                      |                                                             | 48° 48′ 52″ nord, 3° 26′ 35″ ouest                   | « PA00089383 »                                       | Classement                                                              | 1901                                                          | Église Saint-Jacques |
| Fort des Sept-Îles                                                                                            | Perros-Guirec                                                      |                                                             | 48° 52′ 45″ nord, 3° 29′ 36″ ouest                   | « PA00089384 »                                       | Inscription                                                             | 2024                                                          | Fort des Sept-Îles |
| Manoir de Crec'h Guégan                                                                                       | Perros-Guirec                                                      |                                                             | 48° 48′ 18″ nord, 3° 26′ 50″ ouest                   | « PA00089763 »                                       | Inscription                                                             | 1990                                                          | Manoir de Crec'h Guégan |
| Manoir de Pont-Couennec                                                                                       | Perros-Guirec                                                      | 1 rue Ernest Renan                                          | 48° 47′ 53″ nord, 3° 26′ 33″ ouest                   | « PA00089764 »                                       | Inscription                                                             | 1990                                                          | Manoir de Pont-Couennec |
| Moulin de la Lande du Crac'h                                                                                  | Perros-Guirec                                                      |                                                             | 48° 49′ 15″ nord, 3° 28′ 40″ ouest                   | « PA00089385 »                                       | Inscription                                                             | 1983                                                          | Moulin de la Lande du Crac'h |
| Oratoire de Saint-Guirec                                                                                      | Perros-Guirec                                                      |                                                             | 48° 49′ 56″ nord, 3° 29′ 14″ ouest                   | « PA00089386 »                                       | Classement                                                              | 1903                                                          | Oratoire de Saint-Guirec |
| Palais des congrès                                                                                            | Perros-Guirec                                                      |                                                             | 48° 48′ 54″ nord, 3° 27′ 15″ ouest                   | « PA22000042 »                                       | Inscription                                                             | 2014,                                                         | Palais des congrès |
| Villa Rochefontaine                                                                                           | Perros-Guirec                                                      | Rue de Traoù-Treuz                                          | 48° 49′ 11″ nord, 3° 28′ 40″ ouest                   | « PA22000053 »                                       | Inscrit                                                                 | 26 octobre 2017                                               | Villa Rochefontaine |
| Croix de cimetière du Loc'h                                                                                   | Peumerit-Quintin                                                   |                                                             | 48° 22′ 04″ nord, 3° 18′ 42″ ouest                   | « PA00089388 »                                       | Inscription                                                             | 1930                                                          | Croix de cimetière du Loc'h |
| Chapelle du Loc'h                                                                                             | Peumerit-Quintin                                                   |                                                             | 48° 22′ 04″ nord, 3° 18′ 44″ ouest                   | « PA00089387 »                                       | Inscription                                                             | 1930                                                          | Chapelle du Loc'h |
| Menhir dit Le Fuseau                                                                                          | Plaine-Haute                                                       |                                                             | 48° 25′ 51″ nord, 2° 51′ 09″ ouest                   | « PA00089390 »                                       | Inscription                                                             | 1967                                                          | Menhir dit Le Fuseau |
| Manoir de la Ville-Daniel                                                                                     | Plaine-Haute                                                       |                                                             | 48° 27′ 15″ nord, 2° 49′ 52″ ouest                   | « PA00089389 »                                       | Inscription Classement                                                  | 1985 1985                                                     | Manoir de la Ville-Daniel |
| Menhir du Petit Vauridel                                                                                      | Plaintel                                                           |                                                             | 48° 23′ 58″ nord, 2° 47′ 41″ ouest                   | « PA00089391 »                                       | Classement                                                              | 1963                                                          | Menhir du Petit Vauridel |
| Maison du XVIe siècle                                                                                         | Plancoët                                                           | 25 rue de l'Abbaye                                          | 48° 31′ 13″ nord, 2° 13′ 45″ ouest                   | « PA00089393 »                                       | Inscription                                                             | 1926                                                          | Maison du XVIe siècle |
| Croix du cimetière                                                                                            | Plancoët                                                           | Madeleine (rue de la)                                       | 48° 31′ 25″ nord, 2° 14′ 29″ ouest                   | « PA00089392 »                                       | Inscription                                                             | 1926                                                          | Croix du cimetière |
| Pigeonnier de Vaujoyeux                                                                                       | Planguenoual                                                       |                                                             | 48° 32′ 02″ nord, 2° 35′ 15″ ouest                   | « PA00089394 »                                       | Classement                                                              | 1982                                                          | Pigeonnier de Vaujoyeux |
| Chapelle Notre-Dame-du-Temple                                                                                 | Pléboulle                                                          |                                                             | 48° 49′ 45″ nord, 3° 17′ 31″ ouest                   | « PA22000071 »                                       | Inscrit                                                                 | 2023                                                          | Image manquante Téléverser |
| Tour de Montbran                                                                                              | Pléboulle                                                          |                                                             | 48° 35′ 37″ nord, 2° 21′ 28″ ouest                   | « PA00132548 »                                       | Inscription                                                             | 1994                                                          | Tour de Montbran |
| Château du Guillier                                                                                           | Plédéliac                                                          |                                                             | 48° 25′ 21″ nord, 2° 21′ 44″ ouest                   | « PA00089759 »                                       | Inscription                                                             | 1990                                                          | Image manquante Téléverser |
| Église Saint-Malo                                                                                             | Plédéliac                                                          |                                                             | 48° 26′ 55″ nord, 2° 23′ 16″ ouest                   | « PA00089397 »                                       | Inscription                                                             | 1926                                                          | Église Saint-Malo |
| Château de la Hunaudaye                                                                                       | Plédéliac                                                          |                                                             | 48° 28′ 22″ nord, 2° 20′ 20″ ouest                   | « PA00089396 »                                       | Classement                                                              | 1922                                                          | Château de la Hunaudaye |
| Allée couverte et alignement de menhirs indicateurs de Saint-André                                            | Plédéliac                                                          |                                                             | 48° 28′ 55″ nord, 2° 24′ 34″ ouest                   | « PA00089395 »                                       | Classement                                                              | 1970                                                          | Allée couverte et alignement de menhirs indicateurs de Saint-André |
| Château de Craffault                                                                                          | Plédran                                                            |                                                             | 48° 26′ 49″ nord, 2° 47′ 05″ ouest                   | « PA00089765 »                                       | Inscription                                                             | 1990                                                          | Château de Craffault |
| Fuseau de Margot                                                                                              | Plédran                                                            |                                                             | 48° 25′ 42″ nord, 2° 45′ 01″ ouest                   | « PA00089402 »                                       | Classement                                                              | 1965                                                          | Fuseau de Margot |
| Chapelle Saint-Nicolas de Craffault                                                                           | Plédran                                                            |                                                             | 48° 26′ 54″ nord, 2° 47′ 13″ ouest                   | « PA00089401 »                                       | Inscription                                                             | 1964                                                          | Chapelle Saint-Nicolas de Craffault |
| Chapelle du Créhac'h                                                                                          | Plédran                                                            |                                                             | 48° 28′ 11″ nord, 2° 45′ 39″ ouest                   | « PA00089400 »                                       | Inscription                                                             | 1926                                                          | Chapelle du Créhac'h |
| Camp de Péran                                                                                                 | Plédran                                                            |                                                             | 48° 27′ 34″ nord, 2° 46′ 53″ ouest                   | « PA00089399 »                                       | Classement                                                              | 1875                                                          | Camp de Péran |
| Allée couverte de La Roche Camio                                                                              | Plédran                                                            |                                                             | 48° 28′ 03″ nord, 2° 44′ 15″ ouest                   | « PA00089398 »                                       | Classement                                                              | 1964                                                          | Allée couverte de La Roche Camio |
| Château du Bois de la Salle                                                                                   | Pléguien                                                           |                                                             | 48° 37′ 23″ nord, 2° 55′ 39″ ouest                   | « PA00125339 »                                       | Inscription                                                             | 1993                                                          | Château du Bois de la Salle |
| Manoir de Boisgelin                                                                                           | Pléhédel                                                           |                                                             | 48° 40′ 51″ nord, 3° 01′ 31″ ouest                   | « PA00089403 »                                       | Inscription                                                             | 1964                                                          | Manoir de Boisgelin |
| Sept croix | Plélan-le-Petit                                                    | R.N. 176                                                    | 48° 25′ 38″ nord, 2° 13′ 50″ ouest                   | « PA00089404 »                                       | Inscription                                                             | 1925                                                          | Sept croix |
| Manoir des Fossés                                                                                             | Plélan-le-Petit                                                    |                                                             | 48° 26′ 23″ nord, 2° 13′ 37″ ouest                   | « PA00089771 »                                       | Inscription                                                             | 1992                                                          | Manoir des Fossés |
| Ossuaire de Plélan-le-Petit                                                                                   | Plélan-le-Petit                                                    |                                                             | 48° 26′ 16″ nord, 2° 13′ 25″ ouest                   | « PA00089405 »                                       | Inscription                                                             | 1926                                                          | Ossuaire de Plélan-le-Petit |
| Chapelle Notre-Dame de la Croix                                                                               | Plélauff                                                           |                                                             | 48° 12′ 18″ nord, 3° 12′ 30″ ouest                   | « PA00089406 »                                       | Inscription                                                             | 1925                                                          | Chapelle Notre-Dame de la Croix |
| Château Goëlo                                                                                                 | Plélo                                                              |                                                             | 48° 32′ 11″ nord, 2° 52′ 49″ ouest                   | « PA00089766 »                                       | Inscription                                                             | 1990                                                          | Image manquante Téléverser |
| Croix de chemin à la Fourchette                                                                               | Plémet                                                             | La Fourchette                                               | 48° 10′ 31″ nord, 2° 34′ 24″ ouest                   | « PA00089410 »                                       | Inscription                                                             | 1927                                                          | Croix de chemin à la Fourchette |
| Croix de chemin de La Pierre Longue                                                                           | Plémet                                                             |                                                             | 48° 09′ 22″ nord, 2° 33′ 31″ ouest                   | « PA00089409 »                                       | Inscription                                                             | 1927                                                          | Croix de chemin de La Pierre Longue |
| Croix du XVIIIe siècle à Plémet                                                                               | Plémet                                                             |                                                             | 48° 09′ 52″ nord, 2° 33′ 32″ ouest                   | « PA00089408 »                                       | Inscription                                                             | 1927                                                          | Croix du XVIIIe siècle à Plémet |
| Chapelle Saint-Lubin                                                                                          | Plémet                                                             |                                                             | 48° 11′ 31″ nord, 2° 36′ 37″ ouest                   | « PA00089407 »                                       | Inscription                                                             | 1925                                                          | Chapelle Saint-Lubin |
| Croix de la Belle Place                                                                                       | Plémy                                                              | Plémy (chemin rural de) ; C.D. 35                           | 48° 20′ 56″ nord, 2° 39′ 40″ ouest                   | « PA00089411 »                                       | Inscription                                                             | 1964                                                          | Croix de la Belle Place |
| Manoir de Vauclerc                                                                                            | Plémy                                                              |                                                             | 48° 21′ 20″ nord, 2° 38′ 55″ ouest                   | « PA00089412 »                                       | Inscription                                                             | 1926                                                          | Manoir de Vauclerc |
| Menhirs de Saint-Mirel                                                                                        | Plénée-Jugon                                                       | D 792, Saint-Mirel                                          | 48° 20′ 57″ nord, 2° 27′ 28″ ouest                   | « PA00089415 »                                       | Classement                                                              | 1963                                                          | Menhirs de Saint-Mirel |
| Allée couverte de La Roche aux Fées de la Brousse                                                             | Plénée-Jugon                                                       | Gentière (la)                                               | 48° 19′ 29″ nord, 2° 24′ 37″ ouest                   | « PA00089414 »                                       | Classement                                                              | 1970                                                          | Allée couverte de La Roche aux Fées de la Brousse |
| Abbaye de Boquen                                                                                              | Plénée-Jugon                                                       |                                                             | 48° 19′ 06″ nord, 2° 26′ 46″ ouest                   | « PA00089413 »                                       | Classement                                                              | 1938                                                          | Abbaye de Boquen |
| Villa Les Pommiers                                                                                            | Pléneuf-Val-André                                                  | 17 rue Robert Surcouf                                       | 48° 35′ 41″ nord, 2° 32′ 38″ ouest                   | « PA00135255 »                                       | Inscription                                                             | 1995                                                          | Villa Les Pommiers |
| Cairn à trois dolmens                                                                                         | Pléneuf-Val-André                                                  | La Ville-Pichard                                            | 48° 35′ 49″ nord, 2° 32′ 39″ ouest                   | « PA00089416 »                                       | Classement                                                              | 1965                                                          | Image manquante Téléverser |
| Vieille croix                                                                                                 | Plérin                                                             | Croix-Mérovingienne (rue de la)                             | 48° 32′ 02″ nord, 2° 46′ 06″ ouest                   | « PA00089417 »                                       | Inscription                                                             | 1925                                                          | Vieille croix |
| Viaduc de Souzain                                                                                             | Plérin (également sur la commune de Saint-Brieuc)                  | Monument détruit en 1995                                    | à géolocaliser                                       | « PA00125341 »                                       | Inscription Abrogation                                                  | 1993 2016                                                     | Viaduc de Souzain |
| Croix du XVIe siècle                                                                                          | Plésidy                                                            | Bourbriac (route de)                                        | 48° 26′ 39″ nord, 3° 07′ 46″ ouest                   | « PA00089420 »                                       | Inscription                                                             | 1926                                                          | Image manquante Téléverser |
| Menhir de Cailouan                                                                                            | Plésidy                                                            |                                                             | 48° 25′ 27″ nord, 3° 09′ 00″ ouest                   | « PA00089422 »                                       | Classement                                                              | 1889                                                          | Menhir de Cailouan |
| Manoir de Toulgonec                                                                                           | Plésidy                                                            |                                                             | 48° 27′ 25″ nord, 3° 06′ 54″ ouest                   | « PA00089421 »                                       | Classement                                                              | 1927                                                          | Manoir de Toulgonec |
| Chapelle et calvaire Saint-Yves                                                                               | Plésidy                                                            |                                                             | 48° 26′ 52″ nord, 48° 26′ 52″ est                    | « PA00089419 »                                       | Inscription                                                             | 1926                                                          | Chapelle et calvaire Saint-Yves |
| Calvaire-fontaine de Plésidy                                                                                  | Plésidy                                                            |                                                             | 48° 26′ 47″ nord, 3° 07′ 14″ ouest                   | « PA00089418 »                                       | Inscription                                                             | 1964                                                          | Calvaire-fontaine de Plésidy |
| Château du Bois de la Motte                                                                                   | Pleslin-Trigavou                                                   | Bois de la Motte                                            | 48° 31′ 07″ nord, 2° 05′ 22″ ouest                   | « PA00089424 »                                       | Inscription                                                             | 1951                                                          | Château du Bois de la Motte |
| Alignements des Rochers                                                                                       | Pleslin-Trigavou                                                   |                                                             | 48° 31′ 45″ nord, 2° 03′ 29″ ouest                   | « PA00089423 »                                       | Classement                                                              | 1889                                                          | Alignements des Rochers |
| Croix du cimetière                                                                                            | Plestan                                                            | Eglise (rue de l')                                          | 48° 25′ 27″ nord, 2° 26′ 48″ ouest                   | « PA00089425 »                                       | Inscription                                                             | 1964                                                          | Croix du cimetière |
| Fontaine Saint-Efflam                                                                                         | Plestin-les-Grèves                                                 | Carrières (rue des)                                         | 48° 40′ 14″ nord, 3° 36′ 45″ ouest                   | « PA00089429 »                                       | Inscription                                                             | 1926                                                          | Fontaine Saint-Efflam |
| Église Saint-Efflam                                                                                           | Plestin-les-Grèves                                                 | Eglise (place de l')                                        | 48° 39′ 19″ nord, 3° 37′ 52″ ouest                   | « PA00089428 »                                       | Classement                                                              | 1908                                                          | Église Saint-Efflam |
| Chapelle Sainte-Barbe                                                                                         | Plestin-les-Grèves                                                 | Sainte-Barbe (place de)                                     | 48° 40′ 16″ nord, 3° 38′ 02″ ouest                   | « PA00089426 »                                       | Inscription                                                             | 1934                                                          | Chapelle Sainte-Barbe |
| Chapelle de Saint-Jacut                                                                                       | Plestin-les-Grèves                                                 |                                                             | 48° 37′ 30″ nord, 3° 38′ 55″ ouest                   | « PA22000008 »                                       | Inscription Classement                                                  | 1998 2000                                                     | Image manquante Téléverser |
| Manoir de Leslac'h                                                                                            | Plestin-les-Grèves                                                 |                                                             | 48° 39′ 29″ nord, 3° 34′ 54″ ouest                   | « PA00089431 »                                       | Inscription                                                             | 1927                                                          | Manoir de Leslac'h |
| Manoir de Kerviziou                                                                                           | Plestin-les-Grèves                                                 |                                                             | 48° 39′ 59″ nord, 3° 36′ 15″ ouest                   | « PA00089430 »                                       | Inscription                                                             | 1927                                                          | Image manquante Téléverser |
| Château de Lesmaës                                                                                            | Plestin-les-Grèves                                                 |                                                             | 48° 38′ 31″ nord, 3° 39′ 08″ ouest                   | « PA00089427 »                                       | Inscription                                                             | 1927                                                          | Château de Lesmaës |
| Croix de cimetière                                                                                            | Pleubian                                                           |                                                             | 48° 50′ 32″ nord, 3° 08′ 24″ ouest                   | « PA00089433 »                                       | Classement                                                              | 1907                                                          | Croix de cimetière |
| Alignement de menhirs                                                                                         | Pleubian                                                           |                                                             | 48° 51′ 40″ nord, 3° 07′ 11″ ouest                   | « PA00089432 »                                       | Inscription                                                             | 1982                                                          | Alignement de menhirs |
| Phare des Héaux de Bréhat                                                                                     | Pleubian                                                           |                                                             | 48° 54′ 30″ nord, 3° 05′ 11″ ouest                   | « PA22000031 »                                       | Classement                                                              | 2011                                                          | Phare des Héaux de Bréhat |
| Église Saint-Pierre                                                                                           | Pleudaniel                                                         | Mairie (place de la)                                        | 48° 46′ 07″ nord, 3° 08′ 32″ ouest                   | « PA00089434 »                                       | Inscription                                                             | 1927                                                          | Église Saint-Pierre |
| Moulin à marée de Traou Meur                                                                                  | Pleudaniel                                                         |                                                             | 48° 45′ 27″ nord, 3° 07′ 37″ ouest                   | « PA00089435 »                                       | Classement                                                              | 1991                                                          | Moulin à marée de Traou Meur |
| Croix écotée                                                                                                  | Pleumeur-Bodou                                                     | Eglise (place de l')                                        | 48° 46′ 25″ nord, 3° 31′ 04″ ouest                   | « PA00089439 »                                       | Inscription                                                             | 1964                                                          | Croix écotée |
| Allée couverte de l'Île-Grande                                                                                | Pleumeur-Bodou                                                     | Île-Grande                                                  | 48° 48′ 11″ nord, 3° 34′ 19″ ouest                   | « PA00089436 »                                       | Classement                                                              | 1956                                                          | Allée couverte de l'Île-Grande |
| Le Radôme | Pleumeur-Bodou                                                     |                                                             | 48° 47′ 09″ nord, 3° 31′ 25″ ouest                   | « PA22000011 »                                       | Classement                                                              | 2000                                                          | Le Radôme |
| Menhir de Saint-Uzec                                                                                          | Pleumeur-Bodou                                                     |                                                             | 48° 47′ 20″ nord, 3° 32′ 40″ ouest                   | « PA00089442 »                                       | Classement                                                              | 1889                                                          | Menhir de Saint-Uzec |
| Menhir | Pleumeur-Bodou                                                     | Chapelle Saint-Samson                                       | 48° 47′ 43″ nord, 3° 30′ 32″ ouest                   | « PA00089441 »                                       | Inscription                                                             | 1964                                                          | Menhir |
| Croix de Saint-Samson                                                                                         | Pleumeur-Bodou                                                     |                                                             | 48° 47′ 41″ nord, 3° 30′ 32″ ouest                   | « PA00089440 »                                       | Inscription                                                             | 1964                                                          | Croix de Saint-Samson |
| Château de Kerduel                                                                                            | Pleumeur-Bodou                                                     |                                                             | 48° 45′ 57″ nord, 3° 29′ 41″ ouest                   | « PA00089438 »                                       | Inscription                                                             | 1978                                                          | Château de Kerduel |
| Chapelle de Saint-Samson                                                                                      | Pleumeur-Bodou                                                     |                                                             | 48° 47′ 43″ nord, 3° 30′ 32″ ouest                   | « PA00089437 »                                       | Inscription                                                             | 1964                                                          | Chapelle de Saint-Samson |
| Croix de Croas-Gwenn                                                                                          | Pleumeur-Gautier                                                   | Lezardieux (route de)                                       | 48° 48′ 00″ nord, 3° 09′ 25″ ouest                   | « PA00089443 »                                       | Inscription                                                             | 1927                                                          | Croix de Croas-Gwenn |
| Croix du Salut et son socle                                                                                   | Pleumeur-Gautier                                                   |                                                             | 48° 46′ 55″ nord, 3° 10′ 28″ ouest                   | « PA00089444 »                                       | Inscription                                                             | 1933                                                          | Croix du Salut et son socle |
| Mottes féodales dites Les Bourgs Heusas                                                                       | Pléven                                                             |                                                             | 48° 29′ 06″ nord, 2° 18′ 48″ ouest                   | « PA00089446 »                                       | Classement                                                              | 1961                                                          | Mottes féodales dites Les Bourgs Heusas |
| Manoir de Vaumadeuc                                                                                           | Pléven                                                             |                                                             | 48° 29′ 18″ nord, 2° 19′ 52″ ouest                   | « PA00089445 »                                       | Inscription                                                             | 1926                                                          | Manoir de Vaumadeuc |
| Fort-la-Latte                                                                                                 | Plévenon                                                           |                                                             | 48° 40′ 06″ nord, 2° 17′ 05″ ouest                   | « PA00089157 »                                       | Classement                                                              | 1925                                                          | Fort-la-Latte |
| Phare du Cap Fréhel                                                                                           | Plévenon                                                           |                                                             | 48° 41′ 16″ nord, 2° 19′ 03″ ouest                   | « PA22000032 »                                       | Classement                                                              | 2011                                                          | Phare du Cap Fréhel |
| Vieux calvaire de Plévenon                                                                                    | Plévenon                                                           |                                                             | 48° 39′ 20″ nord, 2° 19′ 44″ ouest                   | « PA00089155 »                                       | Inscription                                                             | 1925                                                          | Vieux calvaire de Plévenon |
| Manoir de Kermarker                                                                                           | Ploëzal                                                            |                                                             | 48° 42′ 38″ nord, 3° 10′ 32″ ouest                   | « PA00089448 »                                       | Inscription                                                             | 1927                                                          | Image manquante Téléverser |
| Château de la Roche-Jagu et ses dépendances                                                                   | Ploëzal                                                            |                                                             | 48° 44′ 00″ nord, 3° 09′ 05″ ouest                   | « PA00089447 »                                       | Classement                                                              | 1930                                                          | Château de la Roche-Jagu et ses dépendances |
| Tumulus dit La Tour Basse                                                                                     | Plorec-sur-Arguenon                                                |                                                             | 48° 29′ 04″ nord, 2° 18′ 29″ ouest                   | « PA00089449 »                                       | Classement                                                              | 1934                                                          | Tumulus dit La Tour Basse |
| Polissoir | Plouagat                                                           | Le Petit Runio                                              | 48° 30′ 30″ nord, 3° 00′ 27″ ouest                   | « PA00089451 »                                       | Classement                                                              | 1971                                                          | Polissoir |
| Colombier de Maros                                                                                            | Plouagat                                                           |                                                             | 48° 32′ 11″ nord, 2° 58′ 07″ ouest                   | « PA00089450 »                                       | Inscription                                                             | 1988                                                          | Colombier de Maros |
| Maison du XVIIe siècle                                                                                        | Plouaret                                                           | 2 place de l'Église                                         | 48° 36′ 41″ nord, 3° 28′ 22″ ouest                   | « PA00089455 »                                       | Inscription                                                             | 1926                                                          | Maison du XVIIe siècle |
| Manoir de Kérépol                                                                                             | Plouaret                                                           |                                                             | 48° 36′ 26″ nord, 3° 29′ 13″ ouest                   | « PA00089770 »                                       | Inscription                                                             | 1991                                                          | Manoir de Kérépol |
| Manoir de Kerbridou                                                                                           | Plouaret                                                           |                                                             | 48° 37′ 35″ nord, 3° 27′ 47″ ouest                   | « PA00089457 »                                       | Inscription                                                             | 1964                                                          | Manoir de Kerbridou |
| Manoir de Guernac'hanay                                                                                       | Plouaret                                                           |                                                             | 48° 35′ 23″ nord, 3° 28′ 38″ ouest                   | « PA00089456 »                                       | Inscription                                                             | 1991                                                          | Manoir de Guernac'hanay |
| Fontaine Saint-Jean                                                                                           | Plouaret                                                           |                                                             | 48° 35′ 52″ nord, 3° 28′ 27″ ouest                   | « PA00089454 »                                       | Inscription                                                             | 1926                                                          | Fontaine Saint-Jean |
| Église Notre-Dame                                                                                             | Plouaret                                                           |                                                             | 48° 36′ 43″ nord, 3° 28′ 23″ ouest                   | « PA00089453 »                                       | Classement                                                              | 1907                                                          | Église Notre-Dame |
| Chapelle Sainte-Barbe                                                                                         | Plouaret                                                           |                                                             | 48° 36′ 43″ nord, 3° 28′ 28″ ouest                   | « PA00089452 »                                       | Inscription                                                             | 1926                                                          | Chapelle Sainte-Barbe |
| Ferme du Tertre                                                                                               | Plouasne                                                           | Tertre (le)                                                 | 48° 19′ 27″ nord, 2° 01′ 01″ ouest                   | « PA00089459 »                                       | Inscription                                                             | 1987                                                          | Image manquante Téléverser |
| Château de Caradeuc                                                                                           | Plouasne                                                           |                                                             | 48° 17′ 37″ nord, 1° 57′ 31″ ouest                   | « PA00089458 »                                       | Inscription Classement                                                  | 2011 1945                                                     | Château de Caradeuc |
| Manoir de la Coudraye                                                                                         | Ploubalay                                                          |                                                             | 48° 33′ 08″ nord, 2° 09′ 57″ ouest                   | « PA00089460 »                                       | Inscription                                                             | 1964                                                          | Manoir de la Coudraye |
| Promontoire préhistorique barré de Roch'an Evned                                                              | Ploubazlanec                                                       | Site dit la Roche aux oiseaux, Loguivy-de-la-Mer            | 48° 49′ 12″ nord, 3° 04′ 23″ ouest                   | « PA00089465 »                                       | Classement                                                              | 1959                                                          | Promontoire préhistorique barré de Roch'an Evned |
| Chapelle de Perros-Hamon                                                                                      | Ploubazlanec                                                       | Perros-Hamon                                                | 48° 48′ 07″ nord, 3° 01′ 09″ ouest                   | « PA00089464 »                                       | Inscription                                                             | 1925                                                          | Chapelle de Perros-Hamon |
| Croix des Veuves                                                                                              | Ploubazlanec                                                       |                                                             | 48° 48′ 11″ nord, 3° 00′ 27″ ouest                   | « PA00089463 »                                       | Inscription                                                             | 1930                                                          | Croix des Veuves |
| Calvaire de la chapelle de Lancerf                                                                            | Ploubazlanec                                                       |                                                             | 48° 49′ 14″ nord, 3° 03′ 49″ ouest                   | « PA00089462 »                                       | Inscription                                                             | 1927                                                          | Calvaire de la chapelle de Lancerf |
| Allée couverte de Mélus                                                                                       | Ploubazlanec                                                       |                                                             | 48° 48′ 59″ nord, 3° 04′ 18″ ouest                   | « PA00089461 »                                       | Classement                                                              | 1951                                                          | Allée couverte de Mélus |
| Cinq croix | Ploubezre                                                          | RD 11 ; RD 31b                                              | 48° 41′ 34″ nord, 3° 26′ 41″ ouest                   | « PA00089471 »                                       | Inscription                                                             | 1925                                                          | Cinq croix |
| Manoir de Kerauzern                                                                                           | Ploubezre                                                          |                                                             | 48° 39′ 43″ nord, 3° 26′ 58″ ouest                   | « PA00089472 »                                       | Inscription                                                             | 1926                                                          | Manoir de Kerauzern |
| Église Saint-Pierre et cimetière                                                                              | Ploubezre                                                          |                                                             | 48° 42′ 16″ nord, 3° 26′ 52″ ouest                   | « PA00089470 »                                       | Classement                                                              | 1910                                                          | Église Saint-Pierre et cimetière |
| Château de Kergrist                                                                                           | Ploubezre                                                          |                                                             | 48° 39′ 49″ nord, 3° 26′ 06″ ouest                   | « PA00089469 »                                       | Inscription                                                             | 1926                                                          | Château de Kergrist |
| Château de Coatfrec                                                                                           | Ploubezre                                                          |                                                             | 48° 42′ 32″ nord, 3° 25′ 20″ ouest                   | « PA00089468 »                                       | Inscription                                                             | 1927                                                          | Château de Coatfrec |
| Chapelle Saint-Fiacre de Runefao                                                                              | Ploubezre                                                          |                                                             | 48° 39′ 34″ nord, 3° 25′ 45″ ouest                   | « PA00089467 »                                       | Inscription                                                             | 1926                                                          | Chapelle Saint-Fiacre de Runefao |
| Chapelle de Kerfons-en-Kerfaouës                                                                              | Ploubezre                                                          |                                                             | 48° 41′ 13″ nord, 3° 25′ 32″ ouest                   | « PA00089466 »                                       | Classement                                                              | 1910                                                          | Chapelle de Kerfons-en-Kerfaouës |
| Gare de Brélidy - Plouëc                                                                                      | Plouëc-du-Trieux                                                   |                                                             | 48° 40′ 09″ nord, 3° 11′ 47″ ouest                   | « PA22000055 »                                       | Inscription                                                             | 19 septembre 2018                                             | Gare de Brélidy - Plouëc |
| Château de la Ville Huchet                                                                                    | Plouër-sur-Rance                                                   |                                                             | 48° 31′ 21″ nord, 2° 00′ 22″ ouest                   | « PA00089474 »                                       | Inscription                                                             | 1964                                                          | Château de la Ville Huchet |
| Allée couverte de Bel Evan                                                                                    | Plouër-sur-Rance                                                   |                                                             | 48° 31′ 38″ nord, 2° 01′ 57″ ouest                   | « PA00089473 »                                       | Inscription                                                             | 1981                                                          | Allée couverte de Bel Evan |
| Manoir de Goasfroment                                                                                         | Plouézec                                                           | Goasfroment                                                 | 48° 43′ 32″ nord, 2° 58′ 12″ ouest                   | « PA22000047 »                                       | Inscrit                                                                 | 2016                                                          | Image manquante Téléverser |
| Dolmen de la Couette                                                                                          | Ploufragan                                                         | rue de l'Argantel                                           | 48° 28′ 38″ nord, 2° 47′ 22″ ouest                   | « PA00089476 »                                       | Classement                                                              | 1914                                                          | Dolmen de la Couette |
| Allée couverte du bourg et menhir indicateur                                                                  | Ploufragan                                                         | rue du Grimolet                                             | 48° 29′ 16″ nord, 2° 47′ 38″ ouest                   | « PA00089475 »                                       | Classement                                                              | 1952                                                          | Allée couverte du bourg et menhir indicateur |
| Menhir dit Le Sabot                                                                                           | Ploufragan                                                         | rond-point du Zoopole                                       | 48° 28′ 56″ nord, 2° 47′ 36″ ouest                   | « PA00089477 »                                       | Inscription                                                             | 1966                                                          | Menhir dit Le Sabot |
| Église Saint-Pierre                                                                                           | Plougonver                                                         | Eglise (place de l')                                        | 48° 29′ 03″ nord, 3° 22′ 44″ ouest                   | « PA00089478 »                                       | Inscription                                                             | 1926                                                          | Église Saint-Pierre |
| Église Saint-Pierre                                                                                           | Plougras                                                           |                                                             | 48° 30′ 41″ nord, 3° 33′ 44″ ouest                   | « PA00089480 »                                       | Inscription                                                             | 1930                                                          | Église Saint-Pierre |
| Chapelle Saint-Gonéry de Plougras                                                                             | Plougras                                                           |                                                             | 48° 30′ 40″ nord, 3° 33′ 23″ ouest                   | « PA00089479 »                                       | Inscription                                                             | 1981                                                          | Chapelle Saint-Gonéry de Plougras |
| Fontaine Saint-Gonéry                                                                                         | Plougrescant                                                       |                                                             | 48° 50′ 32″ nord, 3° 13′ 50″ ouest                   | « PA00089483 »                                       | Inscription                                                             | 1926                                                          | Fontaine Saint-Gonéry |
| Chapelle du château de Kéralio                                                                                | Plougrescant                                                       |                                                             | 48° 49′ 03″ nord, 3° 15′ 07″ ouest                   | « PA00089482 »                                       | Inscription                                                             | 1966                                                          | Chapelle du château de Kéralio |
| Chapelle Saint-Gonéry et cimetière                                                                            | Plougrescant                                                       |                                                             | 48° 50′ 29″ nord, 3° 13′ 42″ ouest                   | « PA00089481 »                                       | Classement                                                              | 1911                                                          | Chapelle Saint-Gonéry et cimetière |
| Manoir de la Touche-Brandineuf                                                                                | Plouguenast                                                        |                                                             | 48° 17′ 38″ nord, 2° 41′ 12″ ouest                   | « PA00089485 »                                       | Inscription                                                             | 1926                                                          | Manoir de la Touche-Brandineuf |
| Église Saint-Pierre du Vieux-Bourg                                                                            | Plouguenast                                                        |                                                             | 48° 16′ 37″ nord, 2° 40′ 54″ ouest                   | « PA00089484 »                                       | Inscription                                                             | 1926                                                          | Église Saint-Pierre du Vieux-Bourg |
| Jardin du Kestellic                                                                                           | Plouguiel                                                          |                                                             | 48° 47′ 59″ nord, 3° 13′ 33″ ouest                   | « PA00089772 »                                       | Inscription                                                             | 1992                                                          | Image manquante Téléverser |
| Château de Kéralio                                                                                            | Plouguiel                                                          |                                                             | 48° 49′ 05″ nord, 3° 14′ 54″ ouest                   | « PA00089486 »                                       | Inscription                                                             | 1930                                                          | Château de Kéralio |
| Croix du Run                                                                                                  | Plouha                                                             | Kermaria (chemin de)                                        | 48° 40′ 56″ nord, 2° 57′ 52″ ouest                   | « PA00089490 »                                       | Inscription                                                             | 1928                                                          | Croix du Run |
| Croix de la Sauraie                                                                                           | Plouha                                                             | Kermaria (route de)                                         | 48° 40′ 40″ nord, 2° 56′ 36″ ouest                   | « PA00089489 »                                       | Inscription                                                             | 1926                                                          | Croix de la Sauraie |
| Château de Lysandré                                                                                           | Plouha                                                             |                                                             | 48° 39′ 33″ nord, 2° 56′ 27″ ouest                   | « PA00089488 »                                       | Inscription                                                             | 1952                                                          | Château de Lysandré |
| Chapelle de Kermaria an Iskuit                                                                                | Plouha                                                             |                                                             | 48° 41′ 06″ nord, 2° 58′ 33″ ouest                   | « PA00089487 »                                       | Classement                                                              | 1907                                                          | Chapelle de Kermaria an Iskuit |
| Château de Kernabat                                                                                           | Plouisy                                                            |                                                             | 48° 34′ 19″ nord, 3° 11′ 09″ ouest                   | « PA22000004 »                                       | Inscription                                                             | 1997                                                          | Château de Kernabat |
| Manoir de Kérisac                                                                                             | Plouisy                                                            |                                                             | 48° 34′ 14″ nord, 3° 12′ 17″ ouest                   | « PA00089492 »                                       | Inscription                                                             | 1926                                                          | Manoir de Kérisac |
| Chapelle Saint-Antoine                                                                                        | Plouisy                                                            |                                                             | 48° 34′ 14″ nord, 3° 12′ 05″ ouest                   | « PA00089491 »                                       | Inscription                                                             | 1926                                                          | Chapelle Saint-Antoine |
| Église Saint-Dogmaël, calvaire et clôture du cimetière                                                        | Ploulec'h                                                          | Rue de la Mairie                                            | 48° 43′ 05″ nord, 3° 30′ 14″ ouest                   | « PA00089494 »                                       | Inscription                                                             | 1926                                                          | Église Saint-Dogmaël, calvaire et clôture du cimetière |
| Château de Kerninon                                                                                           | Ploulec'h                                                          | Kerninon                                                    | 48° 43′ 30″ nord, 3° 30′ 53″ ouest                   | « PA22000067 »                                       | Inscription                                                             | 2022                                                          | Château de Kerninon |
| Manoir de Locmaria                                                                                            | Ploumagoar                                                         |                                                             | 48° 32′ 12″ nord, 3° 06′ 25″ ouest                   | « PA00089495 »                                       | Inscription                                                             | 1985                                                          | Manoir de Locmaria |
| Calvaire du XVIIIe siècle                                                                                     | Ploumilliau                                                        | Croaf-Ogès (rue)                                            | 48° 40′ 45″ nord, 3° 31′ 12″ ouest                   | « PA00089496 »                                       | Inscription                                                             | 1925                                                          | Calvaire du XVIIIe siècle |
| Église Saint-Milliau                                                                                          | Ploumilliau                                                        | Eglise (place de l')                                        | 48° 40′ 46″ nord, 3° 31′ 25″ ouest                   | « PA00089500 »                                       | Classement                                                              | 1921                                                          | Église Saint-Milliau |
| Croix de Kervren                                                                                              | Ploumilliau                                                        | Route de Kérauzern                                          | 48° 40′ 13″ nord, 3° 29′ 40″ ouest                   | « PA00089498 »                                       | Inscription                                                             | 1926                                                          | Croix de Kervren |
| Manoir de l'Isle                                                                                              | Ploumilliau                                                        |                                                             | 48° 42′ 16″ nord, 3° 31′ 18″ ouest                   | « PA22000018 »                                       | Inscription                                                             | 2004                                                          | Image manquante Téléverser |
| Église de Kéraudy                                                                                             | Ploumilliau                                                        |                                                             | 48° 38′ 54″ nord, 3° 30′ 29″ ouest                   | « PA00089501 »                                       | Classement                                                              | 1935                                                          | Église de Kéraudy |
| Croix de Kerverder                                                                                            | Ploumilliau                                                        |                                                             | 48° 41′ 07″ nord, 3° 32′ 07″ ouest                   | « PA00089499 »                                       | Inscription                                                             | 1927                                                          | Croix de Kerverder |
| Chapelle Saint-Cado                                                                                           | Ploumilliau                                                        |                                                             | 48° 41′ 18″ nord, 3° 31′ 23″ ouest                   | « PA00089497 »                                       | Inscription                                                             | 1926                                                          | Chapelle Saint-Cado |
| Chapelle Notre-Dame de Bon-Voyage et son oratoire                                                             | Plounérin                                                          | Bon-Voyage (rue de)                                         | 48° 33′ 58″ nord, 3° 32′ 29″ ouest                   | « PA00089503 »                                       | Inscription                                                             | 1926                                                          | Chapelle Notre-Dame de Bon-Voyage et son oratoire |
| Manoir de Plounérin                                                                                           | Plounérin                                                          | Église (rue de l')                                          | 48° 34′ 03″ nord, 3° 32′ 30″ ouest                   | « PA00089505 »                                       | Inscription                                                             | 1926                                                          | Manoir de Plounérin |
| Calvaire du XVIIe siècle                                                                                      | Plounérin                                                          | Eglise (rue de l')                                          | 48° 34′ 04″ nord, 3° 32′ 29″ ouest                   | « PA00089502 »                                       | Inscription                                                             | 1926                                                          | Calvaire du XVIIe siècle |
| Croix de chemin                                                                                               | Plounérin                                                          | Guerlesquin (route de)                                      | 48° 33′ 37″ nord, 3° 31′ 40″ ouest                   | « PA00089504 »                                       | Inscription                                                             | 1926                                                          | Image manquante Téléverser |
| Colombier du manoir de Lesmoal                                                                                | Plounérin                                                          |                                                             | 48° 33′ 36″ nord, 3° 34′ 20″ ouest                   | « PA22000005 »                                       | Inscription                                                             | 1997                                                          | Colombier du manoir de Lesmoal |
| Manoir de Lesmoal                                                                                             | Plounérin                                                          |                                                             | 48° 33′ 39″ nord, 3° 34′ 29″ ouest                   | « PA00089506 »                                       | Inscription                                                             | 1997                                                          | Manoir de Lesmoal |
| Croix de chemin                                                                                               | Plounévez-Moëdec                                                   | Route du Gollot ; VC 7                                      | 48° 33′ 29″ nord, 3° 25′ 03″ ouest                   | « PA00089510 »                                       | Inscription                                                             | 1933                                                          | Croix de chemin |
| Église Saint-Pierre                                                                                           | Plounévez-Moëdec                                                   |                                                             | 48° 33′ 24″ nord, 3° 26′ 39″ ouest                   | « PA00089511 »                                       | Classement                                                              | 1932                                                          | Église Saint-Pierre |
| Chapelle Saint-Luvan                                                                                          | Plounévez-Moëdec                                                   |                                                             | 48° 34′ 40″ nord, 3° 26′ 48″ ouest                   | « PA00089509 »                                       | Inscription                                                             | 1926                                                          | Chapelle Saint-Luvan |
| Chapelle Sainte-Jeune                                                                                         | Plounévez-Moëdec                                                   |                                                             | 48° 31′ 46″ nord, 3° 24′ 57″ ouest                   | « PA00089508 »                                       | Inscription                                                             | 1970                                                          | Chapelle Sainte-Jeune |
| Chapelle de Keramanac'h                                                                                       | Plounévez-Moëdec                                                   |                                                             | 48° 33′ 41″ nord, 3° 29′ 34″ ouest                   | « PA00089507 »                                       | Classement                                                              | 1922                                                          | Chapelle de Keramanac'h |
| Église Saint-Pierre                                                                                           | Plounévez-Quintin                                                  |                                                             | 48° 17′ 27″ nord, 3° 13′ 53″ ouest                   | « PA00089514 »                                       | Inscription                                                             | 1964                                                          | Église Saint-Pierre |
| Chapelle Saint-Colomban et son calvaire                                                                       | Plounévez-Quintin                                                  |                                                             | 48° 17′ 34″ nord, 3° 16′ 25″ ouest                   | « PA00089513 »                                       | Inscription                                                             | 1964                                                          | Chapelle Saint-Colomban et son calvaire |
| Chapelle Notre-Dame de Kerhir                                                                                 | Plounévez-Quintin                                                  |                                                             | 48° 18′ 00″ nord, 3° 14′ 23″ ouest                   | « PA00089512 »                                       | Inscription                                                             | 1964                                                          | Chapelle Notre-Dame de Kerhir |
| Loge de Kerhir                                                                                                | Plounévez-Quintin                                                  | 16 Kerhir                                                   | 48° 18′ 00″ nord, 3° 14′ 25″ ouest                   | « PA22000061 »                                       | Inscription                                                             | 2020                                                          | Image manquante Téléverser |
| Église Notre-Dame et calvaire                                                                                 | Plourac'h                                                          |                                                             | 48° 25′ 02″ nord, 3° 32′ 50″ ouest                   | « PA00089517 »                                       | Inscription Classement                                                  | 1926 1912                                                     | Église Notre-Dame et calvaire |
| Croix du XVIIIe siècle                                                                                        | Plourac'h                                                          | Saint-Guénolé                                               | 48° 24′ 40″ nord, 3° 32′ 21″ ouest                   | « PA00089516 »                                       | Inscription                                                             | 1926                                                          | Image manquante Téléverser |
| Chapelle Saint-Guénolé                                                                                        | Plourac'h                                                          | Saint-Guénolé                                               | 48° 24′ 39″ nord, 3° 32′ 16″ ouest                   | « PA00089515 »                                       | Inscription                                                             | 1926                                                          | Chapelle Saint-Guénolé |
| Croix monolithe                                                                                               | Plourivo                                                           | rue Alain Barbetorte                                        | 48° 45′ 18″ nord, 3° 06′ 42″ ouest                   | « PA00089519 »                                       | Inscription                                                             | 1927                                                          | Croix monolithe |
| Croix funéraire à inscription                                                                                 | Plourivo                                                           | rue Alain Barbetorte                                        | 48° 45′ 18″ nord, 3° 06′ 42″ ouest                   | « PA00089518 »                                       | Classement                                                              | 1911                                                          | Croix funéraire à inscription |
| Menhir du Pré de Camet                                                                                        | Plouvara                                                           |                                                             | 48° 28′ 26″ nord, 2° 56′ 46″ ouest                   | « PA00089520 »                                       | Classement                                                              | 1964                                                          | Menhir du Pré de Camet |
| Croix de Saint-Martin                                                                                         | Plouzélambre                                                       | Croaz Martin                                                | 48° 38′ 52″ nord, 3° 31′ 26″ ouest                   | « PA00089521 »                                       | Inscription                                                             | 1927                                                          | Croix de Saint-Martin |
| Oratoire de Saint-Sylvestre                                                                                   | Plouzélambre                                                       |                                                             | 48° 38′ 38″ nord, 3° 32′ 51″ ouest                   | « PA00089524 »                                       | Classement                                                              | 1930                                                          | Oratoire de Saint-Sylvestre |
| Fontaine Saint-Sylvestre                                                                                      | Plouzélambre                                                       |                                                             | 48° 38′ 44″ nord, 3° 32′ 35″ ouest                   | « PA00089523 »                                       | Classement                                                              | 1930                                                          | Fontaine Saint-Sylvestre |
| Ensemble architectural formé par l'église Saint-Sylvestre, l'ossuaire, le calvaire et la clôture du cimetière | Plouzélambre                                                       |                                                             | 48° 38′ 39″ nord, 3° 32′ 43″ ouest                   | « PA00089522 »                                       | Classement                                                              | 1993                                                          | Ensemble architectural formé par l'église Saint-Sylvestre, l'ossuaire, le calvaire et la clôture du cimetière                                                                    |
| Château de Monchoix                                                                                           | Pluduno                                                            |                                                             | 48° 31′ 27″ nord, 2° 15′ 37″ ouest                   | « PA22000017 »                                       | Inscription                                                             | 2004                                                          | Château de Monchoix |
| Manoir de Boisfeuillet                                                                                        | Pluduno                                                            |                                                             | 48° 32′ 10″ nord, 2° 16′ 14″ ouest                   | « PA00089526 »                                       | Inscription                                                             | 1927                                                          | Manoir de Boisfeuillet |
| Croix monolithe                                                                                               | Pluduno                                                            | La Ville Echet                                              | 48° 32′ 11″ nord, 2° 17′ 49″ ouest                   | « PA00089525 »                                       | Inscription                                                             | 1926                                                          | Croix monolithe |
| Église Saint-Florent                                                                                          | Plufur                                                             |                                                             | 48° 36′ 34″ nord, 3° 34′ 30″ ouest                   | « PA00089528 »                                       | Inscription                                                             | 1985                                                          | Église Saint-Florent |
| Chapelle Saint-Nicolas                                                                                        | Plufur                                                             |                                                             | 48° 35′ 42″ nord, 3° 35′ 54″ ouest                   | « PA00089527 »                                       | Classement                                                              | 1911                                                          | Chapelle Saint-Nicolas |
| Château de Loziers                                                                                            | Plumaugat                                                          |                                                             | 48° 14′ 24″ nord, 2° 16′ 04″ ouest                   | « PA00089775 »                                       | Inscription                                                             | 1992                                                          | Image manquante Téléverser |
| Croix de Saint-Leau                                                                                           | Plumieux                                                           | Rue du Prieuré                                              | 48° 06′ 01″ nord, 2° 35′ 06″ ouest                   | « PA00089529 »                                       | Classement                                                              | 1964                                                          | Croix de Saint-Leau |
| Église Notre-Dame de Grâces et ossuaire                                                                       | Plusquellec                                                        |                                                             | 48° 23′ 06″ nord, 3° 29′ 05″ ouest                   | « PA00089531 »                                       | Inscription                                                             | 19 septembre 2018                                             | Église Notre-Dame de Grâces et ossuaire |
| Croix du XVIIe siècle                                                                                         | Plusquellec                                                        | Place de l'Église                                           | 48° 23′ 05″ nord, 3° 29′ 05″ ouest                   | « PA00089530 »                                       | Inscription                                                             | 1926                                                          | Croix du XVIIe siècle |
| Croix de cimetière du XVIIe siècle                                                                            | Plussulien                                                         | Eglise (place de l')                                        | 48° 16′ 56″ nord, 3° 04′ 15″ ouest                   | « PA00089533 »                                       | Inscription                                                             | 1926                                                          | Croix de cimetière du XVIIe siècle |
| Chapelle Notre-Dame de Séléden                                                                                | Plussulien                                                         | Sélédin                                                     | 48° 15′ 21″ nord, 3° 04′ 17″ ouest                   | « PA00089532 »                                       | Inscription                                                             | 1926                                                          | Chapelle Notre-Dame de Séléden |
| Église Saint-Pierre                                                                                           | Pluzunet                                                           |                                                             | 48° 38′ 29″ nord, 3° 22′ 16″ ouest                   | « PA00089534 »                                       | Inscription                                                             | 1926                                                          | Église Saint-Pierre |
| Manoir de Coat-Nevenez                                                                                        | Pommerit-Jaudy                                                     |                                                             | 48° 42′ 38″ nord, 3° 15′ 43″ ouest                   | « PA00089535 »                                       | Inscription                                                             | 1926                                                          | Manoir de Coat-Nevenez |
| Château du Restmeur                                                                                           | Pommerit-le-Vicomte                                                |                                                             | 48° 37′ 37″ nord, 3° 06′ 54″ ouest                   | « PA22000006 »                                       | Inscription                                                             | 1997                                                          | Image manquante Téléverser |
| Motte du moulin de Pommerit                                                                                   | Pommerit-le-Vicomte                                                |                                                             | 48° 37′ 36″ nord, 3° 08′ 24″ ouest                   | « PA00135354 »                                       | Inscription                                                             | 1995                                                          | Image manquante Téléverser |
| Église Notre-Dame                                                                                             | Pommerit-le-Vicomte                                                |                                                             | 48° 37′ 12″ nord, 3° 05′ 15″ ouest                   | « PA00089537 »                                       | Inscription                                                             | 1926                                                          | Église Notre-Dame |
| Chapelle Notre-Dame du Paradis et calvaire                                                                    | Pommerit-le-Vicomte                                                |                                                             | 48° 36′ 21″ nord, 3° 04′ 32″ ouest                   | « PA00089536 »                                       | Classement                                                              | 1912, 1913                                                    | Chapelle Notre-Dame du Paradis et calvaire |
| Calvaire de la Croix-Rouge                                                                                    | Pont-Melvez                                                        | C.D. 24 ; C.R. 10 ; V.C. 69 de Ty Nevez Mouric              | 48° 27′ 41″ nord, 3° 15′ 54″ ouest                   | « PA00089538 »                                       | Inscription                                                             | 1964                                                          | Calvaire de la Croix-Rouge |
| Eglise Notre-Dame-des-Fontaines                                                                               | Pontrieux                                                          |                                                             | 48° 41′ 49″ nord, 3° 09′ 34″ ouest                   | « PA22000065 »                                       | Inscrit                                                                 | 2021                                                          | Eglise Notre-Dame-des-Fontaines |
| Maison de la Tour Eiffel                                                                                      | Pontrieux                                                          | Grande Place ( ) ; Yves-Le-Trocquer (place) 22              | 48° 41′ 51″ nord, 3° 09′ 32″ ouest                   | « PA00089540 »                                       | Inscription                                                             | 1926                                                          | Maison de la Tour Eiffel |
| Maison à balcon, près du Trieux                                                                               | Pontrieux                                                          | Saint-Yves (rue) 17                                         | 48° 41′ 50″ nord, 3° 09′ 37″ ouest                   | « PA00089543 »                                       | Inscription                                                             | 1965                                                          | Maison à balcon, près du Trieux |
| Deux maisons                                                                                                  | Pontrieux                                                          | Yves-Le-Trocquer (place)                                    | 48° 41′ 51″ nord, 3° 09′ 35″ ouest                   | « PA00089542 »                                       | Inscription                                                             | 1964                                                          | Deux maisons |
| Fontaine | Pontrieux                                                          | Yves-Le-Trocquer (place)                                    | 48° 41′ 51″ nord, 3° 09′ 34″ ouest                   | « PA00089539 »                                       | Inscription                                                             | 1964                                                          | Fontaine |
| Maison à tour carrée                                                                                          | Pontrieux                                                          | Yves-Le-Trocquer (place) 7                                  | 48° 41′ 51″ nord, 3° 09′ 34″ ouest                   | « PA00089541 »                                       | Inscription                                                             | 1964                                                          | Maison à tour carrée |
| Église Saint-Pierre                                                                                           | Prat                                                               | Eglise (place de l')                                        | 48° 40′ 35″ nord, 3° 17′ 54″ ouest                   | « PA00089544 »                                       | Inscription                                                             | 1926                                                          | Église Saint-Pierre |
| Manoir de Coadelan                                                                                            | Prat                                                               |                                                             | 48° 41′ 43″ nord, 3° 17′ 26″ ouest                   | « PA00089546 »                                       | Inscription                                                             | 1927                                                          | Manoir de Coadelan |
| Église Saint-Jean-de-Trévoazan                                                                                | Prat                                                               |                                                             | 48° 41′ 06″ nord, 3° 15′ 51″ ouest                   | « PA00089545 »                                       | Inscription                                                             | 1926                                                          | Église Saint-Jean-de-Trévoazan |
| Chapelle Notre-Dame-de-Toute-Aide                                                                             | La Prénessaye                                                      | Querrien                                                    | 48° 12′ 09″ nord, 2° 39′ 02″ ouest                   | « PA22000062 » « IA00132093 »                        | Inscription                                                             | 2020                                                          | Chapelle Notre-Dame-de-Toute-Aide |
| Église Saint-Hervé et son placître                                                                            | Quemperven                                                         |                                                             | 48° 43′ 31″ nord, 3° 19′ 19″ ouest                   | « PA00089547 »                                       | Inscription                                                             | 1964                                                          | Église Saint-Hervé et son placître |
| Manoir de La Rocherousse                                                                                      | Quessoy                                                            |                                                             | 48° 25′ 47″ nord, 2° 39′ 23″ ouest                   | « PA22000015 »                                       | Inscription                                                             | 2002                                                          | Image manquante Téléverser |
| Château de la Fontaine-Saint-Père                                                                             | Quessoy                                                            | Rue Jean Pinault                                            | 48° 25′ 13″ nord, 2° 39′ 15″ ouest                   | « PA22000014 »                                       | Inscription                                                             | 2002                                                          | Château de la Fontaine-Saint-Père |
| Château de Bogar                                                                                              | Quessoy                                                            |                                                             | 48° 24′ 21″ nord, 2° 38′ 16″ ouest                   | « PA00089760 »                                       | Inscription                                                             | 1990                                                          | Château de Bogar |
| Souterrain protohistorique de la ville Grohan                                                                 | Quessoy                                                            |                                                             | 48° 26′ 31″ nord, 2° 40′ 32″ ouest                   | « PA00089550 »                                       | Classement                                                              | 1971                                                          | Image manquante Téléverser |
| Dolmen du Champ-Grosset                                                                                       | Quessoy                                                            |                                                             | 48° 25′ 18″ nord, 2° 41′ 32″ ouest                   | « PA00089549 »                                       | Classement                                                              | 1896                                                          | Dolmen du Champ-Grosset |
| Château de la Houssaye                                                                                        | Quessoy                                                            |                                                             | 48° 26′ 01″ nord, 2° 42′ 07″ ouest                   | « PA00089548 »                                       | Classement (colombier) Inscription (logis, chapelle, dépendances, parc) | 1982 2020                                                     | Château de la Houssaye |
| Église Notre-Dame de Délivrance                                                                               | Le Quillio                                                         |                                                             | 48° 14′ 28″ nord, 2° 52′ 57″ ouest                   | « PA00089553 »                                       | Classement                                                              | 1912                                                          | Église Notre-Dame de Délivrance |
| Cromlech de Lorette                                                                                           | Le Quillio                                                         |                                                             | 48° 14′ 34″ nord, 2° 54′ 28″ ouest                   | « PA00089552 »                                       | Classement                                                              | 1926                                                          | Cromlech de Lorette |
| Maison, 5 place 1830                                                                                          | Quintin                                                            | 5 place 1830 ; rue Émile-Nau                                | 48° 24′ 12″ nord, 2° 54′ 36″ ouest                   | « PA00089564 »                                       | Classement                                                              | 1977                                                          | Maison, 5 place 1830 |
| Hôtel Digaultray des Landes                                                                                   | Quintin                                                            | 3-5-7 rue Saint-Thurian                                     | 48° 24′ 11″ nord, 2° 54′ 49″ ouest                   | « PA22000052 »                                       | Inscrit                                                                 | 2016                                                          | Image manquante Téléverser |
| Hôtel Poulain                                                                                                 | Quintin                                                            | 6 place 1830 ; 13 rue au Lait                               | 48° 24′ 11″ nord, 2° 54′ 37″ ouest                   | « PA00089559 »                                       | Classement                                                              | 1977                                                          | Hôtel Poulain |
| Maison, 3 rue des Degrés                                                                                      | Quintin                                                            | 3 rue des Degrés                                            | 48° 24′ 17″ nord, 2° 54′ 36″ ouest                   | « PA00089560 »                                       | Inscription                                                             | 1951                                                          | Maison, 3 rue des Degrés |
| Maison, 37 Grande-Rue                                                                                         | Quintin                                                            | 37 Grande Rue                                               | 48° 24′ 12″ nord, 2° 54′ 39″ ouest                   | « PA00089561 »                                       | Inscription                                                             | 1951                                                          | Maison, 37 Grande-Rue |
| Maison, 8 rue au Lait                                                                                         | Quintin                                                            | 8 rue au Lait ; 2 rue Belle-Etoile                          | 48° 24′ 10″ nord, 2° 54′ 38″ ouest                   | « PA00089562 »                                       | Classement                                                              | 1977                                                          | Maison, 8 rue au Lait |
| Grande Maison                                                                                                 | Quintin                                                            | Martray (place du)                                          | 48° 24′ 12″ nord, 2° 54′ 46″ ouest                   | « PA00089563 »                                       | Inscription                                                             | 1951                                                          | Grande Maison |
| Fontaine de Notre-Dame de la Porte                                                                            | Quintin                                                            | Notre-Dame (rue)                                            | 48° 24′ 12″ nord, 2° 54′ 33″ ouest                   | « PA00089557 »                                       | Classement                                                              | 1913                                                          | Fontaine de Notre-Dame de la Porte |
| Deux maisons, 5-7 rue Notre-Dame                                                                              | Quintin                                                            | Notre-Dame (rue) 5, 7                                       | 48° 24′ 13″ nord, 2° 54′ 31″ ouest                   | « PA00089565 »                                       | Inscription                                                             | 1951                                                          | Deux maisons, 5-7 rue Notre-Dame |
| Château de Quintin                                                                                            | Quintin                                                            | 5 impasse de la Pompe                                       | 48° 24′ 11″ nord, 2° 54′ 31″ ouest                   | « PA00089554 »                                       | Classement inscription                                                  | 1983 2021                                                     | Château de Quintin |
| Menhir de la Roche Longue                                                                                     | Quintin                                                            |                                                             | 48° 23′ 53″ nord, 2° 54′ 32″ ouest                   | « PA00089566 »                                       | Classement                                                              | 1862                                                          | Menhir de la Roche Longue |
| Anciennes fortifications                                                                                      | Quintin                                                            |                                                             | 48° 24′ 11″ nord, 2° 54′ 28″ ouest                   | « PA00089558 »                                       | Inscription                                                             | 1951                                                          | Anciennes fortifications |
| Fontaine des Carmes                                                                                           | Quintin                                                            |                                                             | 48° 24′ 16″ nord, 2° 54′ 50″ ouest                   | « PA00089556 »                                       | Classement                                                              | 1981                                                          | Fontaine des Carmes |
| Restes de l'église Saint-Thuriau de Quintin                                                                   | Quintin                                                            |                                                             | 48° 24′ 11″ nord, 2° 55′ 16″ ouest                   | « PA00089555 »                                       | Inscription                                                             | 1951                                                          | Restes de l'église Saint-Thuriau de Quintin |
| Chapelle des Ursulines                                                                                        | Quintin                                                            |                                                             | 48° 24′ 20″ nord, 2° 54′ 36″ ouest                   | « PA00089551 »                                       | Inscription                                                             | 1986                                                          | Chapelle des Ursulines |
| Château de Hac                                                                                                | Le Quiou                                                           |                                                             | 48° 20′ 27″ nord, 2° 00′ 21″ ouest                   | « PA00089567 »                                       | Classement                                                              | 1993                                                          | Château de Hac |
| Église Sainte-Catherine de La Roche-Derrien                                                                   | La Roche-Derrien                                                   | Eglise (place de l')                                        | 48° 44′ 49″ nord, 3° 15′ 47″ ouest                   | « PA00089568 »                                       | Classement                                                              | 1913                                                          | Église Sainte-Catherine de La Roche-Derrien |
| Maison, 2 place du Martray                                                                                    | La Roche-Derrien                                                   | Grande Place                                                | 48° 44′ 45″ nord, 3° 15′ 41″ ouest                   | « PA00089569 »                                       | Inscription                                                             | 1926                                                          | Maison, 2 place du Martray |
| Église Notre-Dame du Roncier                                                                                  | Rostrenen                                                          |                                                             | 48° 14′ 10″ nord, 3° 19′ 04″ ouest                   | « PA00089573 »                                       | Classement                                                              | 1913                                                          | Église Notre-Dame du Roncier |
| Fontaine de dévotion Notre-Dame-du-Roncier                                                                    | Rostrenen                                                          |                                                             | 48° 14′ 11″ nord, 3° 19′ 06″ ouest                   | « PA00089572 »                                       | Classement                                                              | 1909                                                          | Fontaine de dévotion Notre-Dame-du-Roncier |
| Chapelle Saint-Jacques de Rostrenen                                                                           | Rostrenen                                                          |                                                             | 48° 14′ 07″ nord, 3° 19′ 18″ ouest                   | « PA00089571 »                                       | Classement                                                              | 1909                                                          | Chapelle Saint-Jacques de Rostrenen |
| Chapelle de Locmaria de Rostrenen                                                                             | Rostrenen                                                          |                                                             | 48° 13′ 41″ nord, 3° 18′ 25″ ouest                   | « PA00089570 »                                       | Inscription                                                             | 1964                                                          | Chapelle de Locmaria de Rostrenen |
| Chapelle Notre-Dame de Hirel et croix près de la chapelle                                                     | Ruca                                                               |                                                             | 48° 34′ 01″ nord, 2° 20′ 18″ ouest                   | « PA00089575 »                                       | Inscription                                                             | 1953                                                          | Chapelle Notre-Dame de Hirel et croix près de la chapelle |
| Église Saint-Pierre-et-Saint-Paul                                                                             | Ruca                                                               |                                                             | 48° 34′ 01″ nord, 2° 20′ 26″ ouest                   | « PA00089574 »                                       | Inscription                                                             | 1927                                                          | Église Saint-Pierre-et-Saint-Paul |
| Église Notre-Dame de Runan et cimetière                                                                       | Runan                                                              | Templiers (place des)                                       | 48° 41′ 38″ nord, 3° 12′ 49″ ouest                   | « PA00089576 »                                       | Inscription Classement                                                  | 1925 1907                                                     | Église Notre-Dame de Runan et cimetière |
| Croix du cimetière                                                                                            | Saint-Adrien                                                       |                                                             | 48° 29′ 19″ nord, 3° 07′ 55″ ouest                   | « PA00089577 »                                       | Inscription                                                             | 1927                                                          | Croix du cimetière |
| Groupe de cinq stèles gauloises                                                                               | Saint-Agathon                                                      | C.D. 86 ; 1936 C non cadastré ; domaine public              | 48° 33′ 28″ nord, 3° 05′ 29″ ouest                   | « PA00089578 »                                       | Classement                                                              | 1958                                                          | Groupe de cinq stèles gauloises |
| Chapelle Saint-Jacques-le-Majeur                                                                              | Saint-Alban                                                        |                                                             | 48° 33′ 43″ nord, 2° 30′ 20″ ouest                   | « PA00089579 »                                       | Classement                                                              | 1912                                                          | Chapelle Saint-Jacques-le-Majeur |
| Ancienne église de Saint-André-des-Eaux                                                                       | Saint-André-des-Eaux                                               |                                                             | 48° 22′ 21″ nord, 2° 00′ 18″ ouest                   | « PA00089580 »                                       | Classement                                                              | 1990                                                          | Ancienne église de Saint-André-des-Eaux |
| Manoir de la Grand'Isle                                                                                       | Saint-Bihy                                                         |                                                             | 48° 22′ 30″ nord, 2° 58′ 37″ ouest                   | « PA00089581 »                                       | Inscription                                                             | 1967                                                          | Manoir de la Grand'Isle |
| | Saint-Brieuc                                                       | Voir Liste des monuments historiques de Saint-Brieuc        | Voir Liste des monuments historiques de Saint-Brieuc | Voir Liste des monuments historiques de Saint-Brieuc | Voir Liste des monuments historiques de Saint-Brieuc                    | Voir Liste des monuments historiques de Saint-Brieuc          | Voir Liste des monuments historiques de Saint-Brieuc |
| Croix du XVIIIe siècle                                                                                        | Saint-Caradec                                                      | Calagan                                                     | 48° 11′ 22″ nord, 2° 50′ 52″ ouest                   | « PA00089606 »                                       | Inscription                                                             | 1926                                                          | Croix du XVIIIe siècle |
| Croix du XVIIIe siècle                                                                                        | Saint-Caradec                                                      | le Bourg                                                    | 48° 11′ 29″ nord, 2° 51′ 04″ ouest                   | « PA00089605 »                                       | Inscription                                                             | 1926                                                          | Croix du XVIIIe siècle |
| Croix du XVIIIe siècle                                                                                        | Saint-Caradec                                                      |                                                             | à géolocaliser                                       | « PA00089604 »                                       | Inscription                                                             | 1928                                                          | Croix du XVIIIe siècle |
| Croix de Saint-Guéhen                                                                                         | Saint-Carreuc                                                      | Saint-Guihen                                                | 48° 24′ 10″ nord, 2° 46′ 28″ ouest                   | « PA00089607 »                                       | Inscription                                                             | 1927                                                          | Croix de Saint-Guéhen |
| Ruines romaines                                                                                               | Saint-Cast-le-Guildo                                               | les Quatre-Vaulx                                            | 48° 35′ 39″ nord, 2° 13′ 29″ ouest                   | « PA00089608 »                                       | Classement                                                              | 1938                                                          | Image manquante Téléverser |
| Manoir du Cloître                                                                                             | Saint-Clet                                                         |                                                             | 48° 41′ 21″ nord, 3° 09′ 06″ ouest                   | « PA00089609 »                                       | Inscription                                                             | 1972                                                          | Manoir du Cloître |
| Allée couverte du Parc-Kerdic                                                                                 | Saint-Connan                                                       |                                                             | 48° 25′ 07″ nord, 3° 02′ 06″ ouest                   | « PA00089610 »                                       | Classement                                                              | 1963                                                          | Allée couverte du Parc-Kerdic |
| Croix du XVIe siècle                                                                                          | Saint-Denoual                                                      | la Guyomarais                                               | 48° 30′ 36″ nord, 2° 22′ 55″ ouest                   | « PA00089611 »                                       | Inscription                                                             | 1926                                                          | Image manquante Téléverser |
| Église Saint-Étienne                                                                                          | Saint-Étienne-du-Gué-de-l'Isle                                     | Eglise (place de l')                                        | 48° 06′ 15″ nord, 2° 38′ 50″ ouest                   | « PA00089612 »                                       | Inscription                                                             | 1926                                                          | Église Saint-Étienne |
| Croix du nouveau cimetière                                                                                    | Saint-Étienne-du-Gué-de-l'Isle                                     | Merisiers (avenue des)                                      | 48° 06′ 17″ nord, 2° 38′ 44″ ouest                   | « PA00089613 »                                       | Inscription                                                             | 1970                                                          | Croix du nouveau cimetière |
| Église et ossuaire                                                                                            | Saint-Fiacre                                                       |                                                             | 48° 27′ 42″ nord, 3° 03′ 39″ ouest                   | « PA00089614 »                                       | Classement                                                              | 1915                                                          | Église et ossuaire |
| Manoir de Correc                                                                                              | Saint-Gelven                                                       |                                                             | 48° 13′ 58″ nord, 3° 06′ 26″ ouest                   | « PA00089617 »                                       | Inscription                                                             | 1980                                                          | Manoir de Correc |
| Croix de Kerdrebuil                                                                                           | Saint-Gelven                                                       |                                                             | 48° 14′ 16″ nord, 3° 05′ 37″ ouest                   | « PA00089616 »                                       | Inscription                                                             | 1984                                                          | Croix de Kerdrebuil |
| Abbaye Notre-Dame de Bon-Repos                                                                                | Saint-Gelven                                                       |                                                             | 48° 12′ 41″ nord, 3° 07′ 36″ ouest                   | « PA00089615 »                                       | Inscription                                                             | 1940                                                          | Abbaye Notre-Dame de Bon-Repos |
| Trois tumulus de Keranhouët                                                                                   | Saint-Gildas                                                       |                                                             | 48° 24′ 20″ nord, 3° 01′ 00″ ouest                   | « PA00089619 »                                       | Inscription                                                             | 1964                                                          | Image manquante Téléverser |
| Menhir de Kernanouët                                                                                          | Saint-Gildas                                                       |                                                             | 48° 24′ 16″ nord, 3° 00′ 57″ ouest                   | « PA00089618 »                                       | Inscription                                                             | 1965                                                          | Menhir de Kernanouët |
| Tumulus de Colleredo                                                                                          | Saint-Gilles-Pligeaux                                              | Collérédo                                                   | 48° 21′ 57″ nord, 3° 06′ 16″ ouest                   | « PA00089627 »                                       | Inscription                                                             | 1969                                                          | Image manquante Téléverser |
| Menhirs de Kergornec                                                                                          | Saint-Gilles-Pligeaux                                              |                                                             | 48° 22′ 08″ nord, 3° 04′ 22″ ouest                   | « PA00089626 »                                       | Classement                                                              | 1971                                                          | Menhirs de Kergornec |
| Menhirs de Kergornec                                                                                          | Saint-Gilles-Pligeaux                                              |                                                             | 48° 22′ 14″ nord, 3° 04′ 10″ ouest                   | « PA00089625 »                                       | Classement                                                              | 1971                                                          | Menhirs de Kergornec |
| Menhir de Crec'h Ogel                                                                                         | Saint-Gilles-Pligeaux                                              |                                                             | 48° 23′ 08″ nord, 3° 03′ 16″ ouest                   | « PA00089624 »                                       | Classement                                                              | 1971                                                          | Menhir de Crec'h Ogel |
| Fontaines | Saint-Gilles-Pligeaux                                              | Rue des Fontaines                                           | 48° 22′ 45″ nord, 3° 05′ 44″ ouest                   | « PA00089623 »                                       | Classement                                                              | 1953                                                          | Fontaines |
| Église Saint-Gilles                                                                                           | Saint-Gilles-Pligeaux                                              |                                                             | 48° 22′ 48″ nord, 3° 05′ 47″ ouest                   | « PA00089622 »                                       | Classement                                                              | 2003                                                          | Église Saint-Gilles |
| Chapelle seigneuriale Saint-Laurent                                                                           | Saint-Gilles-Pligeaux                                              |                                                             | 48° 22′ 49″ nord, 3° 05′ 45″ ouest                   | « PA00089621 »                                       | Classement                                                              | 1979                                                          | Chapelle seigneuriale Saint-Laurent |
| Menhir de Callac                                                                                              | Saint-Gilles-Vieux-Marché                                          |                                                             | 48° 14′ 59″ nord, 2° 57′ 54″ ouest                   | « PA00089628 »                                       | Classement                                                              | 1974                                                          | Menhir de Callac |
| Église Saint-Gilles                                                                                           | Saint-Gilles-les-Bois                                              |                                                             | 48° 39′ 05″ nord, 3° 06′ 11″ ouest                   | « PA00089620 »                                       | Inscription                                                             | 1925                                                          | Église Saint-Gilles |
| Croix du Sénéchal                                                                                             | Saint-Guen                                                         | Place de la Mairie                                          | 48° 13′ 02″ nord, 2° 56′ 09″ ouest                   | « PA00089630 »                                       | Inscription                                                             | 1964                                                          | Croix du Sénéchal |
| Fontaine Saint-Elouan                                                                                         | Saint-Guen                                                         |                                                             | 48° 12′ 24″ nord, 2° 55′ 29″ ouest                   | « PA00089631 »                                       | Inscription                                                             | 1964                                                          | Fontaine Saint-Elouan |
| Chapelle Saint-Pabu                                                                                           | Saint-Guen                                                         |                                                             | 48° 13′ 03″ nord, 2° 54′ 59″ ouest                   | « PA00089629 »                                       | Classement                                                              | 1967                                                          | Chapelle Saint-Pabu |
| Ruines du château de Coëtquen                                                                                 | Saint-Hélen                                                        |                                                             | 48° 28′ 17″ nord, 1° 56′ 16″ ouest                   | « PA00089632 »                                       | Inscription                                                             | 1927                                                          | Ruines du château de Coëtquen |
| Tour des Hébihens                                                                                             | Saint-Jacut-de-la-Mer                                              |                                                             | 48° 37′ 26″ nord, 2° 11′ 20″ ouest                   | « PA22000030 »                                       | Inscription                                                             | 2010                                                          | Tour des Hébihens |
| Château du Parc                                                                                               | Saint-Jacut-du-Mené                                                |                                                             | 48° 17′ 01″ nord, 2° 27′ 28″ ouest                   | « PA00089633 »                                       | Inscription                                                             | 1949                                                          | Image manquante Téléverser |
| Croix de Kerfontan                                                                                            | Saint-Jean-Kerdaniel                                               |                                                             | 48° 33′ 12″ nord, 3° 01′ 36″ ouest                   | « PA00089634 »                                       | Classement                                                              | 1926                                                          | Croix de Kerfontan |
| Église Saint-Judoce                                                                                           | Saint-Judoce                                                       |                                                             | 48° 21′ 48″ nord, 1° 57′ 17″ ouest                   | « PA00089635 »                                       | Inscription                                                             | 1925                                                          | Église Saint-Judoce |
| Roche Longue                                                                                                  | Saint-Julien                                                       |                                                             | 48° 26′ 53″ nord, 2° 49′ 46″ ouest                   | « PA00089636 »                                       | Classement                                                              | 1966                                                          | Roche Longue |
| Croix de la Mettrie                                                                                           | Saint-Juvat                                                        |                                                             | 48° 21′ 45″ nord, 2° 02′ 41″ ouest                   | « PA00089638 »                                       | Inscription                                                             | 1926                                                          | Croix de la Mettrie |
| Croix du cimetière                                                                                            | Saint-Juvat                                                        |                                                             | 48° 21′ 07″ nord, 2° 02′ 29″ ouest                   | « PA00089637 »                                       | Inscription                                                             | 1926                                                          | Croix du cimetière |
| Château de La Bruyère                                                                                         | Saint-Launeuc                                                      |                                                             | 48° 14′ 45″ nord, 2° 20′ 23″ ouest                   | « PA00089640 »                                       | Inscription                                                             | 1968                                                          | Château de La Bruyère |
| Chapelle de La Bruyère                                                                                        | Saint-Launeuc                                                      |                                                             | 48° 14′ 40″ nord, 2° 20′ 20″ ouest                   | « PA00089639 »                                       | Inscription                                                             | 1969                                                          | Chapelle de La Bruyère |
| Église et croix                                                                                               | Saint-Laurent                                                      |                                                             | 48° 37′ 12″ nord, 3° 14′ 01″ ouest                   | « PA00089641 »                                       | Inscription                                                             | 1926                                                          | Église et croix |
| Ancienne église Saint-Lunaire                                                                                 | Saint-Lormel                                                       |                                                             | 48° 32′ 10″ nord, 2° 13′ 41″ ouest                   | « PA00089643 »                                       | Inscription                                                             | 1964                                                          | Ancienne église Saint-Lunaire |
| Château de l'Argentaye                                                                                        | Saint-Lormel                                                       |                                                             | 48° 32′ 30″ nord, 2° 13′ 21″ ouest                   | « PA00089642 »                                       | Inscription                                                             | 1993                                                          | Château de l'Argentaye |
| Manoir de Cléhunault                                                                                          | Saint-Martin-des-Prés                                              |                                                             | 48° 19′ 22″ nord, 2° 57′ 12″ ouest                   | « PA00089778 »                                       | Inscription Classement                                                  | 1992 1995                                                     | Image manquante Téléverser |
| Deux croix de cimetière                                                                                       | Saint-Maudez                                                       |                                                             | 48° 27′ 08″ nord, 2° 10′ 45″ ouest                   | « PA00089644 »                                       | Inscription                                                             | 1926                                                          | Deux croix de cimetière |
| Église et croix                                                                                               | Saint-Mayeux                                                       |                                                             | 48° 15′ 21″ nord, 3° 00′ 19″ ouest                   | « PA00089645 »                                       | Inscription                                                             | 1926                                                          | Église et croix |
| Église Saint-Michel de Saint-Michel-en-Grève                                                                  | Saint-Michel-en-Grève                                              | Rue de l'Église                                             | 48° 41′ 04″ nord, 3° 34′ 01″ ouest                   | « PA00089646 »                                       | Inscription                                                             | 2013                                                          | Église Saint-Michel de Saint-Michel-en-Grève |
| Église Saint-Nicodème                                                                                         | Saint-Nicodème                                                     |                                                             | 48° 20′ 33″ nord, 3° 20′ 18″ ouest                   | « PA00089647 »                                       | Inscription                                                             | 1964                                                          | Église Saint-Nicodème |
| Église Saint-Nicolas                                                                                          | Saint-Nicolas-du-Pélem                                             | Henri-Aurel (rue)                                           | 48° 18′ 55″ nord, 3° 09′ 39″ ouest                   | « PA00089650 »                                       | Inscription                                                             | 1926                                                          | Église Saint-Nicolas |
| Moulin à eau de Kermarc'h                                                                                     | Saint-Nicolas-du-Pélem                                             |                                                             | 48° 17′ 39″ nord, 3° 07′ 53″ ouest                   | « PA00089652 »                                       | Inscription                                                             | 1987                                                          | Image manquante Téléverser |
| Fontaine du Douarit                                                                                           | Saint-Nicolas-du-Pélem                                             |                                                             | 48° 18′ 56″ nord, 3° 09′ 37″ ouest                   | « PA00089651 »                                       | Inscription                                                             | 1926                                                          | Fontaine du Douarit |
| Croix de Kerléouret                                                                                           | Saint-Nicolas-du-Pélem                                             |                                                             | 48° 20′ 30″ nord, 3° 08′ 26″ ouest                   | « PA00089649 »                                       | Inscription                                                             | 1964                                                          | Croix de Kerléouret |
| Chapelle Saint-Eloi                                                                                           | Saint-Nicolas-du-Pélem                                             |                                                             | 48° 18′ 23″ nord, 3° 08′ 23″ ouest                   | « PA00089648 »                                       | Classement                                                              | 1909                                                          | Chapelle Saint-Eloi |
| Chapelle Notre-Dame de Restudo                                                                                | Saint-Péver                                                        |                                                             | 48° 28′ 14″ nord, 3° 05′ 31″ ouest                   | « PA00089654 »                                       | Classement                                                              | 1954                                                          | Chapelle Notre-Dame de Restudo |
| Chapelle Notre-Dame-d'Avaugour                                                                                | Saint-Péver                                                        |                                                             | 48° 29′ 31″ nord, 3° 07′ 01″ ouest                   | « PA00089653 »                                       | Classement                                                              | 1957                                                          | Chapelle Notre-Dame-d'Avaugour |
| Église, cimetière et presbytère                                                                               | Saint-Quay-Perros                                                  |                                                             | 48° 47′ 35″ nord, 3° 26′ 54″ ouest                   | « PA00089655 »                                       | Inscription                                                             | 1946                                                          | Église, cimetière et presbytère |
| Cinéma-dancing                                                                                                | Saint-Quay-Portrieux                                               | Place Jean-Baptiste Barat                                   | 48° 39′ 01″ nord, 2° 49′ 53″ ouest                   | « PA00135258 »                                       | Inscription                                                             | 1995                                                          | Cinéma-dancing |
| Villa Kermor                                                                                                  | Saint-Quay-Portrieux                                               | 13 rue du Président Le Sénécal                              | 48° 39′ 12″ nord, 2° 49′ 40″ ouest                   | « PA22000054 »                                       | Inscrit                                                                 | 4 décembre 2017                                               | Villa Kermor |
| Manoir du Châtelier-Guitrel                                                                                   | Saint-Samson-sur-Rance                                             |                                                             | 48° 29′ 56″ nord, 1° 59′ 39″ ouest                   | « PA22000029 »                                       | Inscription                                                             | 2008                                                          | Manoir du Châtelier-Guitrel |
| Menhir de la Thiemblaye                                                                                       | Saint-Samson-sur-Rance                                             |                                                             | 48° 29′ 40″ nord, 2° 01′ 06″ ouest                   | « PA00089656 »                                       | Classement                                                              | 1977                                                          | Menhir de la Thiemblaye |
| Deux menhirs de Kerbernès                                                                                     | Saint-Servais                                                      |                                                             | 48° 22′ 48″ nord, 3° 23′ 32″ ouest                   | « PA00089659 »                                       | Classement                                                              | 1925                                                          | Deux menhirs de Kerbernès |
| Église Saint-Servais                                                                                          | Saint-Servais                                                      |                                                             | 48° 23′ 16″ nord, 3° 23′ 16″ ouest                   | « PA00089658 »                                       | Classement                                                              | 1912                                                          | Église Saint-Servais |
| Chapelle de Burthulet                                                                                         | Saint-Servais                                                      |                                                             | 48° 24′ 12″ nord, 3° 21′ 11″ ouest                   | « PA00089657 »                                       | Classement                                                              | 1968                                                          | Chapelle de Burthulet |
| Croix de cimetière, ou calvaire                                                                               | Saint-Thélo                                                        |                                                             | 48° 13′ 44″ nord, 2° 51′ 18″ ouest                   | « PA00089660 »                                       | Inscription                                                             | 1930                                                          | Croix de cimetière, ou calvaire |
| Eglise de Saint-Thélo                                                                                         | Saint-Thélo                                                        |                                                             | 48° 13′ 44″ nord, 2° 51′ 17″ ouest                   | « PA22000066 »                                       | Inscrit                                                                 | 2021                                                          | Image manquante Téléverser |
| Tumulus de Kerlabour                                                                                          | Sainte-Tréphine                                                    |                                                             | 48° 16′ 43″ nord, 3° 09′ 09″ ouest                   | « PA00089661 »                                       | Inscription                                                             | 1976                                                          | Image manquante Téléverser |
| Calvaire | Senven-Léhart                                                      |                                                             | 48° 25′ 33″ nord, 3° 04′ 09″ ouest                   | « PA00089662 »                                       | Classement                                                              | 1964                                                          | Calvaire |
| Restes de la chapelle de Kermaria                                                                             | Squiffiec                                                          |                                                             | 48° 38′ 38″ nord, 3° 11′ 23″ ouest                   | « PA00089663 »                                       | Inscription                                                             | 1927                                                          | Restes de la chapelle de Kermaria |
| Châteaux de Limoëlan                                                                                          | Sévignac                                                           |                                                             | 48° 19′ 05″ nord, 2° 19′ 00″ ouest                   | « PA00089769 »                                       | Inscription                                                             | 1991                                                          | Châteaux de Limoëlan |
| Site gallo-romain des Boissières                                                                              | Taden                                                              |                                                             | 48° 28′ 36″ nord, 2° 00′ 25″ ouest                   | « PA22000013 »                                       | Inscription                                                             | 2000                                                          | Site gallo-romain des Boissières |
| Site gallo-romain de l'Asile des Pêcheurs                                                                     | Taden                                                              |                                                             | 48° 28′ 16″ nord, 2° 00′ 43″ ouest                   | « PA22000012 »                                       | Inscription                                                             | 2000                                                          | Site gallo-romain de l'Asile des Pêcheurs |
| Manoir de la Grand'Cour                                                                                       | Taden                                                              |                                                             | 48° 28′ 31″ nord, 2° 01′ 01″ ouest                   | « PA00089666 »                                       | Classement                                                              | 1993                                                          | Manoir de la Grand'Cour |
| Ruines du château de la Garaye                                                                                | Taden                                                              |                                                             | 48° 28′ 29″ nord, 2° 03′ 13″ ouest                   | « PA00089665 »                                       | Classement                                                              | 1920                                                          | Ruines du château de la Garaye |
| Château de la Conninais                                                                                       | Taden                                                              |                                                             | 48° 27′ 57″ nord, 2° 02′ 43″ ouest                   | « PA00089664 »                                       | Inscription                                                             | 1926                                                          | Château de la Conninais |
| Église Saint-Pierre de Taden                                                                                  | Taden                                                              |                                                             | 48° 28′ 33″ nord, 2° 01′ 00″ ouest                   | « PA22000033 »                                       | inscription                                                             | 2012                                                          | Église Saint-Pierre de Taden |
| Demeure | Tonquédec                                                          | Grande-Rue () 1                                             | 48° 40′ 12″ nord, 3° 23′ 44″ ouest                   | « PA22000028 »                                       | Inscription                                                             | 2007                                                          | Image manquante Téléverser |
| Ruines du château de Tonquédec                                                                                | Tonquédec                                                          |                                                             | 48° 40′ 36″ nord, 3° 24′ 42″ ouest                   | « PA00089667 »                                       | Classement                                                              | 1862                                                          | Ruines du château de Tonquédec |
| Manoir de la Ville-Colas                                                                                      | Trébédan                                                           |                                                             | 48° 25′ 03″ nord, 2° 09′ 21″ ouest                   | « PA00089768 »                                       | Inscription                                                             | 1990                                                          | Image manquante Téléverser |
| Château du Chalonge et dépendances                                                                            | Trébédan                                                           |                                                             | 48° 24′ 52″ nord, 2° 09′ 08″ ouest                   | « PA00089767 »                                       | Inscription                                                             | 1990                                                          | Château du Chalonge et dépendances |
| Dolmen de Lann Kerellec                                                                                       | Trébeurden                                                         |                                                             | 48° 46′ 33″ nord, 3° 34′ 53″ ouest                   | « PA00089673 »                                       | Classement                                                              | 1916                                                          | Dolmen de Lann Kerellec |
| Croix en granit du XVIIe siècle                                                                               | Trébeurden                                                         |                                                             | 48° 46′ 20″ nord, 3° 34′ 00″ ouest                   | « PA00089672 »                                       | Inscription                                                             | 1964                                                          | Croix en granit du XVIIe siècle |
| Chapelle de Penvern                                                                                           | Trébeurden                                                         |                                                             | 48° 47′ 19″ nord, 3° 33′ 10″ ouest                   | « PA00089671 »                                       | Inscription                                                             | 1930                                                          | Chapelle de Penvern |
| Chapelle Notre-Dame de Bonne-Nouvelle et croix                                                                | Trébeurden                                                         |                                                             | 48° 46′ 26″ nord, 3° 34′ 35″ ouest                   | « PA00089670 »                                       | Inscription                                                             | 1952                                                          | Chapelle Notre-Dame de Bonne-Nouvelle et croix |
| Allée couverte et menhir de Prajou-Menhir                                                                     | Trébeurden                                                         |                                                             | 48° 47′ 42″ nord, 3° 33′ 53″ ouest                   | « PA00089669 »                                       | Classement                                                              | 1956                                                          | Allée couverte et menhir de Prajou-Menhir |
| Allée couverte de l'Île Milliau                                                                               | Trébeurden                                                         |                                                             | 48° 46′ 11″ nord, 3° 35′ 52″ ouest                   | « PA00089668 »                                       | Classement                                                              | 1961                                                          | Allée couverte de l'Île Milliau |
| Château de la Touche-Trébry et son enceinte                                                                   | Trébry                                                             |                                                             | 48° 21′ 25″ nord, 2° 34′ 16″ ouest                   | « PA00089674 »                                       | Inscription                                                             | 1927                                                          | Château de la Touche-Trébry et son enceinte |
| Église Saint-Pierre et croix                                                                                  | Trédaniel                                                          |                                                             | 48° 21′ 29″ nord, 2° 37′ 08″ ouest                   | « PA00089675 »                                       | Inscription                                                             | 1925                                                          | Église Saint-Pierre et croix |
| Jardins de Kerdalo                                                                                            | Trédarzec                                                          |                                                             | 48° 47′ 23″ nord, 3° 13′ 00″ ouest                   | « PA22000027 »                                       | Inscription                                                             | 2007                                                          | Jardins de Kerdalo |
| Croix du XVIIIe siècle                                                                                        | Trédarzec                                                          |                                                             | 48° 47′ 13″ nord, 3° 11′ 56″ ouest                   | « PA00089677 »                                       | Inscription                                                             | 1927                                                          | Croix du XVIIIe siècle |
| Chapelle Saint-Nicolas de Kerhir                                                                              | Trédarzec                                                          |                                                             | 48° 46′ 29″ nord, 3° 12′ 30″ ouest                   | « PA00089676 »                                       | Inscription                                                             | 1964                                                          | Chapelle Saint-Nicolas de Kerhir |
| Manoir de Coat-Trédrez                                                                                        | Trédrez-Locquémeau                                                 |                                                             | 48° 42′ 41″ nord, 3° 33′ 00″ ouest                   | « PA00089683 »                                       | Inscription                                                             | 1930                                                          | Manoir de Coat-Trédrez |
| Église Saint-Quémeau de Locquémeau                                                                            | Trédrez-Locquémeau                                                 | Hent Sant-Kemo                                              | 48° 43′ 25″ nord, 3° 33′ 50″ ouest                   | « PA00089682 »                                       | Classement                                                              | 1922                                                          | Église Saint-Quémeau de Locquémeau |
| Église Notre-Dame de Trédrez et cimetière                                                                     | Trédrez-Locquémeau                                                 |                                                             | 48° 41′ 55″ nord, 3° 34′ 02″ ouest                   | « PA00089681 »                                       | Inscription Classement                                                  | 1925 1911                                                     | Église Notre-Dame de Trédrez et cimetière |
| Cairn de Roscoualc'h                                                                                          | Trédrez-Locquémeau                                                 | Hent Garreg en Aour                                         | 48° 43′ 28″ nord, 3° 34′ 08″ ouest                   | « PA00089680 »                                       | Classement                                                              | 1982                                                          | Cairn de Roscoualc'h |
| Croix de Langoërat                                                                                            | Trédrez-Locquémeau                                                 |                                                             | 48° 36′ 31″ nord, 3° 12′ 59″ ouest                   | « PA00089679 »                                       | Inscription                                                             | 1925                                                          | Croix de Langoërat |
| Croix de chemin                                                                                               | Trédrez-Locquémeau                                                 | Hent Croas ar Boder                                         | 48° 42′ 00″ nord, 3° 33′ 56″ ouest                   | « PA00089678 »                                       | Inscription                                                             | 1927                                                          | Croix de chemin |
| Église Saint-Théodore                                                                                         | Tréduder                                                           |                                                             | 48° 39′ 04″ nord, 3° 33′ 50″ ouest                   | « PA00089684 »                                       | Classement                                                              | 2018                                                          | Église Saint-Théodore |
| Pont gaulois dit de Sainte-Catherine                                                                          | Treffrin (également sur commune de Plounévézel, dans le Finistère) |                                                             | 48° 17′ 59″ nord, 3° 33′ 08″ ouest                   | « PA00089687 »                                       | Classement                                                              | 1964                                                          | Pont gaulois dit de Sainte-Catherine |
| Église Saint-Louis                                                                                            | Treffrin                                                           |                                                             | 48° 18′ 03″ nord, 3° 30′ 58″ ouest                   | « PA00089686 »                                       | Inscription                                                             | 1926                                                          | Église Saint-Louis |
| Croix du cimetière                                                                                            | Treffrin                                                           |                                                             | 48° 18′ 02″ nord, 3° 30′ 58″ ouest                   | « PA00089685 »                                       | Inscription                                                             | 1926                                                          | Croix du cimetière |
| Église Sainte-Agnès                                                                                           | Tréfumel                                                           |                                                             | 48° 20′ 18″ nord, 2° 01′ 34″ ouest                   | « PA00089688 »                                       | Inscription                                                             | 1964                                                          | Église Sainte-Agnès |
| Calvaire du bourg                                                                                             | Trégastel                                                          | Route du Calvaire                                           | 48° 48′ 24″ nord, 3° 29′ 50″ ouest                   | « PA22000063 »                                       | Inscription                                                             | 2020                                                          | Calvaire du bourg |
| Chapelle Saint-Gorgon                                                                                         | Trégastel                                                          |                                                             | 48° 49′ 11″ nord, 3° 29′ 56″ ouest                   | « PA00089689 »                                       | Inscription                                                             | 1952                                                          | Chapelle Saint-Gorgon |
| Dolmen de l'Île Renote                                                                                        | Trégastel                                                          |                                                             | 48° 50′ 13″ nord, 3° 30′ 07″ ouest                   | « PA00089690 »                                       | Inscription                                                             | 1977                                                          | Dolmen de l'Île Renote |
| Dolmen et Allée couverte de Kergüntuil                                                                        | Trégastel                                                          |                                                             | 48° 48′ 44″ nord, 3° 31′ 09″ ouest                   | « PA00089691 »                                       | Classement                                                              | 1948                                                          | Dolmen et Allée couverte de Kergüntuil |
| Église Sainte-Anne                                                                                            | Trégastel                                                          | Place de l'Église                                           | 48° 48′ 37″ nord, 3° 30′ 00″ ouest                   | « PA00089692 »                                       | Classement                                                              | 14 juin 1909 (chœur, transept et ossuaire) 17 mars 1916 (nef) | Église Sainte-Anne |
| Menhir de Trémarch                                                                                            | Trégastel                                                          |                                                             | 48° 48′ 08″ nord, 3° 29′ 55″ ouest                   | « PA00089693 »                                       | Classement                                                              | 1960                                                          | Menhir de Trémarch |
| Phare des Triagoz                                                                                             | Trégastel                                                          |                                                             | 48° 52′ 17″ nord, 3° 38′ 47″ ouest                   | « PA22000051 »                                       | Classement                                                              | 2017                                                          | Phare des Triagoz |
| Croix de chemin en pierre                                                                                     | Tréglamus                                                          | Bourg (place du)                                            | 48° 33′ 26″ nord, 3° 16′ 30″ ouest                   | « PA00089694 »                                       | Inscription                                                             | 1964                                                          | Croix de chemin en pierre |
| Croix de chemin du XIVe siècle, en pierre                                                                     | Tréglamus                                                          | R.N. 12                                                     | 48° 34′ 04″ nord, 3° 14′ 38″ ouest                   | « PA00089695 »                                       | Inscription                                                             | 1964                                                          | Croix de chemin du XIVe siècle, en pierre |
| Ancienne église de Trégon                                                                                     | Trégon                                                             |                                                             | 48° 34′ 11″ nord, 2° 10′ 58″ ouest                   | « PA00089698 »                                       | Inscription                                                             | 1946                                                          | Ancienne église de Trégon |
| Dolmen de la Ville-Tinguy                                                                                     | Trégon                                                             |                                                             | 48° 33′ 28″ nord, 2° 11′ 25″ ouest                   | « PA00089697 »                                       | Classement                                                              | 1963                                                          | Dolmen de la Ville-Tinguy |
| Allée couverte de la Hautière                                                                                 | Trégon                                                             |                                                             | 48° 33′ 19″ nord, 2° 11′ 28″ ouest                   | « PA00089696 »                                       | Classement                                                              | 1964                                                          | Allée couverte de la Hautière |
| Chapelle de Christ                                                                                            | Trégrom                                                            |                                                             | 48° 36′ 38″ nord, 3° 23′ 39″ ouest                   | « PA22000049 »                                       | Inscription                                                             | 2015                                                          | Chapelle de Christ |
| Manoir de Guélambert                                                                                          | Trégueux                                                           |                                                             | 48° 29′ 14″ nord, 2° 45′ 58″ ouest                   | « PA00089699 »                                       | Inscription                                                             | 1964                                                          | Manoir de Guélambert |
| | Tréguier                                                           | Voir Liste des monuments historiques de Tréguier            | Voir Liste des monuments historiques de Tréguier     | Voir Liste des monuments historiques de Tréguier     | Voir Liste des monuments historiques de Tréguier                        | Voir Liste des monuments historiques de Tréguier              | Voir Liste des monuments historiques de Tréguier |
| Château de Vaucouleurs                                                                                        | Trélivan                                                           |                                                             | 48° 25′ 56″ nord, 2° 06′ 26″ ouest                   | « PA00089724 »                                       | Inscription                                                             | 1926                                                          | Image manquante Téléverser |
| Menhir de Parc-ar-Menhir                                                                                      | Trémargat                                                          |                                                             | 48° 19′ 44″ nord, 3° 16′ 05″ ouest                   | « PA00089730 »                                       | Inscription                                                             | 1967                                                          | Image manquante Téléverser |
| Menhir de Prat-Rous-Cerch                                                                                     | Trémargat                                                          | Lampoul-Huella                                              | 48° 20′ 32″ nord, 3° 15′ 36″ ouest                   | « PA00089729 »                                       | Classement                                                              | 1968                                                          | Image manquante Téléverser |
| Menhir de Prat-Tuntauren                                                                                      | Trémargat                                                          | Lampoul-Huella                                              | 48° 20′ 33″ nord, 3° 15′ 36″ ouest                   | « PA00089728 »                                       | Classement                                                              | 1968                                                          | Image manquante Téléverser |
| Manoir de Lampoul Izellan                                                                                     | Trémargat                                                          |                                                             | 48° 20′ 38″ nord, 3° 15′ 09″ ouest                   | « PA00089727 »                                       | Inscription                                                             | 1964                                                          | Image manquante Téléverser |
| Église Notre-Dame, croix et cimetière                                                                         | Trémargat                                                          |                                                             | 48° 19′ 58″ nord, 3° 16′ 02″ ouest                   | « PA00089726 »                                       | Inscription                                                             | 1927                                                          | Église Notre-Dame, croix et cimetière |
| Camp protohistorique de Toul-Goulic                                                                           | Trémargat                                                          |                                                             | 48° 19′ 54″ nord, 3° 14′ 46″ ouest                   | « PA00089725 »                                       | Inscription                                                             | 1965                                                          | Image manquante Téléverser |
| Église Notre-Dame-de-la-Merci                                                                                 | Trémel                                                             |                                                             | 48° 36′ 12″ nord, 3° 36′ 37″ ouest                   | « PA00089732 »                                       | Classement                                                              | 1910                                                          | Église Notre-Dame-de-la-Merci |
| Château de Kermerzit                                                                                          | Trémel                                                             |                                                             | 48° 35′ 47″ nord, 3° 37′ 18″ ouest                   | « PA00089731 »                                       | Inscription                                                             | 1927                                                          | Château de Kermerzit |
| Église Saint-Pierre                                                                                           | Trémeur                                                            |                                                             | 48° 20′ 51″ nord, 2° 15′ 50″ ouest                   | « PA00089733 »                                       | Inscription                                                             | 1926                                                          | Église Saint-Pierre |
| Château de Coat Men                                                                                           | Tréméven                                                           | Coatmen                                                     | 48° 39′ 52″ nord, 3° 02′ 09″ ouest                   | « PA00089735 »                                       | Inscription                                                             | 1927                                                          | Château de Coat Men |
| Chapelle Saint-Jacques et sa fontaine                                                                         | Tréméven                                                           |                                                             | 48° 40′ 43″ nord, 3° 02′ 28″ ouest                   | « PA00089734 »                                       | Classement                                                              | 1909                                                          | Chapelle Saint-Jacques et sa fontaine |
| Croix du XVIIIe siècle                                                                                        | Tressignaux                                                        | la Croix de Pierre                                          | 48° 36′ 15″ nord, 2° 58′ 53″ ouest                   | « PA00089737 »                                       | Inscription                                                             | 1927                                                          | Croix du XVIIIe siècle |
| Chapelle Saint-Antoine                                                                                        | Tressignaux                                                        |                                                             | 48° 36′ 21″ nord, 2° 58′ 04″ ouest                   | « PA00089736 »                                       | Classement                                                              | 1913                                                          | Chapelle Saint-Antoine |
| Manoir de la Ville-Aux-Veneurs                                                                                | Trévé                                                              | Ville aux Veneurs (la)                                      | 48° 11′ 36″ nord, 2° 49′ 34″ ouest                   | « PA00089738 »                                       | Inscription                                                             | 1975                                                          | Manoir de la Ville-Aux-Veneurs |
| Château de Chalonge                                                                                           | Trévron                                                            |                                                             | 48° 23′ 19″ nord, 2° 04′ 11″ ouest                   | « PA00089739 »                                       | Inscription                                                             | 1926                                                          | Image manquante Téléverser |
| Moulin du Cosquer                                                                                             | Troguéry                                                           |                                                             | 48° 45′ 22″ nord, 3° 14′ 26″ ouest                   | « PA22000009 »                                       | Classement                                                              | 1999                                                          | Moulin du Cosquer |
| Manoir de Kerandraou                                                                                          | Troguéry                                                           |                                                             | 48° 45′ 51″ nord, 3° 12′ 52″ ouest                   | « PA00089774 »                                       | Classement                                                              | 2003                                                          | Manoir de Kerandraou |
| Maison | Uzel                                                               | Pots (place aux) 6                                          | 48° 16′ 47″ nord, 2° 50′ 26″ ouest                   | « PA22000023 »                                       | Inscription                                                             | 2006                                                          | Maison |
| Château de la Bellière                                                                                        | La Vicomté-sur-Rance                                               |                                                             | 48° 29′ 43″ nord, 1° 58′ 15″ ouest                   | « PA00089740 »                                       | Inscription                                                             | 1927                                                          | [[Fichier:Château de la Bellière (La Vicomté-sur-Rance, Côtes-d'Armor).jpg Une page de Wikimedia Commons, la médiathèque libre.\|120x120px\|center\|alt=Château de la Bellière]] |
| Stèle protohistorique de Kerbrun                                                                              | Le Vieux-Bourg                                                     |                                                             | 48° 24′ 33″ nord, 2° 57′ 20″ ouest                   | « PA00089747 »                                       | Classement                                                              | 1964                                                          | Stèle protohistorique de Kerbrun |
| Menhir de Porzic                                                                                              | Le Vieux-Bourg                                                     |                                                             | 48° 23′ 15″ nord, 3° 02′ 12″ ouest                   | « PA00089746 »                                       | Classement                                                              | 1965                                                          | Menhir de Porzic |
| Menhir de la Ville-Juhel                                                                                      | Le Vieux-Bourg                                                     |                                                             | 48° 23′ 43″ nord, 2° 59′ 33″ ouest                   | « PA00089745 »                                       | Classement                                                              | 1967                                                          | Menhir de la Ville-Juhel |
| Menhir de Pasquiou                                                                                            | Le Vieux-Bourg                                                     |                                                             | 48° 23′ 36″ nord, 3° 02′ 51″ ouest                   | « PA00089744 »                                       | Classement                                                              | 1965                                                          | Menhir de Pasquiou |
| Menhir christianisé dit Croix de Pasquiou                                                                     | Le Vieux-Bourg                                                     |                                                             | 48° 23′ 08″ nord, 3° 03′ 10″ ouest                   | « PA00089743 »                                       | Classement                                                              | 1964                                                          | Menhir christianisé dit Croix de Pasquiou |
| Menhir de Botudo                                                                                              | Le Vieux-Bourg                                                     |                                                             | 48° 24′ 12″ nord, 3° 00′ 50″ ouest                   | « PA00089742 »                                       | Inscription                                                             | 1969                                                          | Menhir de Botudo |
| Dolmen de Pasquiou                                                                                            | Le Vieux-Bourg                                                     |                                                             | 48° 23′ 23″ nord, 3° 02′ 49″ ouest                   | « PA00089741 »                                       | Inscription                                                             | 1966                                                          | Dolmen de Pasquiou |
| Maison de Kergoz                                                                                              | Le Vieux-Marché                                                    |                                                             | 48° 35′ 20″ nord, 3° 26′ 55″ ouest                   | « PA22000016 »                                       | Inscription                                                             | 2003                                                          | Maison de Kergoz |
| Église Notre-Dame                                                                                             | Le Vieux-Marché                                                    |                                                             | 48° 36′ 27″ nord, 3° 26′ 55″ ouest                   | « PA00089751 »                                       | Inscription                                                             | 1927                                                          | Église Notre-Dame |
| Dolmen de la Chapelle des Sept-Saints                                                                         | Le Vieux-Marché                                                    |                                                             | 48° 37′ 58″ nord, 3° 25′ 26″ ouest                   | « PA00089750 »                                       | Classement                                                              | 1889                                                          | Dolmen de la Chapelle des Sept-Saints |
| Chapelle et croix de la Trinité                                                                               | Le Vieux-Marché                                                    |                                                             | 48° 35′ 12″ nord, 3° 26′ 22″ ouest                   | « PA00089749 »                                       | Inscription                                                             | 1964                                                          | Chapelle et croix de la Trinité |
| Chapelle des Sept-Saints                                                                                      | Le Vieux-Marché                                                    |                                                             | 48° 37′ 58″ nord, 3° 25′ 26″ ouest                   | « PA00089748 »                                       | Classement                                                              | 1956                                                          | Chapelle des Sept-Saints |
| Tumulus de Tossen-ar-Run                                                                                      | Yvias                                                              | Tossen ar Run                                               | 48° 42′ 57″ nord, 3° 01′ 28″ ouest                   | « PA00089752 »                                       | Classement                                                              | 1959                                                          | Tumulus de Tossen-ar-Run |
| Manoir de Garouët                                                                                             | Yvignac-la-Tour                                                    |                                                             | 48° 22′ 54″ nord, 2° 10′ 47″ ouest                   | « PA00089756 »                                       | Inscription                                                             | 1930                                                          | Manoir de Garouët |
| Église Saint-Malo                                                                                             | Yvignac-la-Tour                                                    |                                                             | 48° 20′ 54″ nord, 2° 10′ 33″ ouest                   | « PA00089755 »                                       | Classement                                                              | 1889                                                          | Église Saint-Malo |
| Commanderie du temple de la Nouée                                                                             | Yvignac-la-Tour                                                    |                                                             | 48° 22′ 33″ nord, 2° 09′ 14″ ouest                   | « PA00089754 »                                       | Inscription                                                             | 1976                                                          | Commanderie du temple de la Nouée |
| Château d'Yvignac-la-Tour                                                                                     | Yvignac-la-Tour                                                    |                                                             | 48° 23′ 11″ nord, 2° 09′ 20″ ouest                   | « PA00089753 »                                       | Inscription                                                             | 1964                                                          | Château d'Yvignac-la-Tour |